# Pandemia de COVID-19
La pandemia de COVID-19, conocida también como pandemia de coronavirus, fue una pandemia derivada de la enfermedad causada por el virus SARS-CoV-2. Inicialmente fue llamada «neumonía de Wuhan», puesto que los primeros casos fueron identificados en diciembre de 2019 en la ciudad china de Wuhan, al reportarse casos de un grupo de personas enfermas con un tipo de neumonía desconocida. La mayoría de los afectados tenía vinculación con trabajadores del Mercado mayorista de mariscos de Huanan. La Organización Mundial de la Salud (OMS) la declaró una emergencia de salud pública de importancia internacional el 30 de enero de 2020, condición que mantuvo hasta el 5 de mayo de 2023, cuando la OMS decretó el fin de la emergencia sanitaria. El curso de la enfermedad se encuentra en endémico, debido a que ya no se reportan casos con tanta frecuencia como en sus primeros años.
Semanas antes de la declaración del fin de la emergencia de salud pública de importancia internacional, algunos países ya habían iniciado la transición de su enfoque de salud pública hacia la consideración del SARS-CoV-2 como un virus endémico.
Para el 8 de agosto de 2023 se habían contabilizado más de 692 millones de casos de la enfermedad en 260 países y territorios, y 7.00 millones de fallecidos. Por otra parte, para enero de 2023 se han alcanzado las 5294 millones de personas vacunadas con al menos una dosis, un 66% de la población mundial. La OMS estima que al menos el 10% de la población mundial ya se había contagiado de esta enfermedad (unas 780 millones de personas infectadas aproximadamente), debido al gran subregistro de casos a nivel mundial.
El virus se transmite generalmente de persona a persona a través de pequeñas gotas de saliva, conocidas como gotas de Flügge, que se emiten al hablar, estornudar, toser o respirar. También está documentada la transmisión por aerosoles (< 5 μm). Se difunde principalmente cuando las personas están en contacto cercano, pero también se puede difundir al tocar una superficie contaminada y luego llevar las manos contaminadas a la cara o las mucosas. Su período de incubación suele ser de cinco días, pero puede variar de dos hasta catorce días. Los síntomas más comunes son fiebre, tos seca y dificultades para respirar. Las complicaciones pueden incluir neumonía, síndrome respiratorio agudo o sepsis. En la Organización Mundial del Comercio (OMC), un grupo de 99 países en vías de desarrollo liderados por India y Sudáfrica, con el apoyo de ONG como Médicos sin Fronteras, pidieron la suspensión temporal de las patentes de las vacunas contra la COVID-19 mientras dure la pandemia. A este pedido se oponen, entre otros países, la mayoría de los miembros de la Unión Europea, Estados Unidos y Brasil.
Las medidas de prevención recomendadas incluyen lavarse las manos, cubrirse la boca al toser, el distanciamiento físico entre las personas y el uso de máscaras faciales, además del autoaislamiento y el seguimiento para las personas sospechosas de estar infectadas. La edad (> 65 años) así como la presencia de enfermedades crónicas como la diabetes, cardiopatías, enfermedades respiratorias, hipertensión arterial o inmunodeficiencias son factores de riesgo que incrementan la probabilidad de contraer la enfermedad y de llegar a tener complicaciones graves, por lo que se aconseja el confinamiento domiciliario tanto como sea posible.
Asimismo, se ha confirmado que otros animales —como venados, perros, gatos, tigres, leones y murciélagos— pueden contraer COVID-19 al igual que los seres humanos. Aún está en estudio si los animales también deberían tomar las mismas medidas de distanciamiento que los seres humanos para evitar su propagación. Para evitar la expansión del virus, los gobiernos han impuesto restricciones de viajes, cuarentenas, confinamientos, cancelación de eventos y el cierre de establecimientos.[cita requerida]
La pandemia tuvo un efecto socioeconómico disruptivo. Durante 2020 y parte de 2021 se cerraron colegios y universidades en más de 124 países, lo que afectó a más de 2200 millones de estudiantes. Aproximadamente un tercio de la población mundial fue confinada y se impusieron fuertes restricciones a la libertad de circulación, lo cual condujo a una reducción drástica de la actividad económica y a un aumento paralelo del desempleo. Se han desatado maniobras de desinformación y teorías conspirativas sobre el virus, así como algunos incidentes de xenofobia y racismo contra ciudadanos chinos y de otros países del este y sudeste asiático. Debido a la reducción de los viajes y al cierre de numerosas empresas, ha habido un descenso en la contaminación atmosférica.
La OMS dio por finalizada el estado de emergencia de la COVID-19 el 5 de mayo de 2023. La enfermedad ha seguido circulando, pero a partir de 2024, los expertos no estaban seguros de si seguía siendo una pandemia.  Las pandemias y sus finales no están bien definidos, y si una ha terminado o no difiere según la definición utilizada. A 27 de octubre de 2024, COVID-19 ha causado 7.071.311 muertes confirmadas. La pandemia COVID-19 es la quinta pandemia o epidemia más mortífera de la historia.

## Enfermedad
La enfermedad por coronavirus de 2019, más conocida como COVID-19, covid-19 o covid, e incorrectamente llamada neumonía por coronavirus o coronavirus, es una enfermedad infecciosa causada por el SARS-CoV-2.El total de fallecidos hasta 2024 según (Hopkins, 2024) es de 6.881.955 de fallecidos, así mismo, según (Hopkins, 2024), a fecha de 2023, se habían administrado un total de 13.338.833.198 vacunas. 
Produce síntomas que incluyen fiebre, tos, disnea (dificultad respiratoria), mialgia (dolor muscular) y fatiga. En casos graves se caracteriza por producir neumonía, síndrome de dificultad respiratoria aguda, sepsis y choque circulatorio. El choque séptico es la forma más común en estos casos, pero los otros tipos también pueden ocurrir. Por ejemplo, un choque obstructivo puede ser el resultado de una embolia pulmonar, complicación también posible. Según las estimaciones de la OMS, en 2020, la infección era mortal entre el 0,5 % y el 1 % de los casos. Se han autorizado varios tratamientos antivirales por la FDA como pueden ser el paxlovid, remdesivir o molnupiravir en pacientes con un curso de la enfermedad de leve a moderado, con factores de riesgos en los que se quiera evitar una evolución grave de la enfermedad.
La transmisión del SARS-CoV-2 se produce mediante pequeñas gotas —microgotas de Flügge— que se emiten al hablar, estornudar, toser o espirar, que al ser despedidas por un portador (que puede no tener síntomas de la enfermedad o estar incubándola) pasan directamente a otra persona mediante la inhalación, o quedan sobre los objetos y superficies que rodean al emisor, y luego, a través de las manos, que lo recogen del ambiente contaminado, toman contacto con las membranas mucosas orales, nasales y oculares, al tocarse la boca, la nariz o los ojos. También está documentada la transmisión por aerosoles ( < 5μm). La propagación mediante superficies contaminadas o fómites (cualquier objeto carente de vida, o sustancia, que si se contamina con algún patógeno es capaz de transferirlo de un individuo a otro) no contribuye sustancialmente a nuevas infecciones.
Los síntomas aparecen entre dos y catorce días (período de incubación), con un promedio de cinco días, después de la exposición al virus. Existe evidencia limitada que sugiere que el virus podría transmitirse uno o dos días antes de que se tengan síntomas, ya que la viremia alcanza un pico al final del período de incubación. 
El contagio se puede prevenir con el lavado de manos frecuente, o en su defecto la desinfección de las mismas con alcohol en gel, cubriendo la boca al toser o estornudar, ya sea con la sangradura (parte hundida del brazo opuesta al codo) o con un pañuelo y evitando el contacto cercano con otras personas, entre otras medidas profilácticas, como el uso de mascarillas. La OMS desaconsejaba en marzo la utilización de máscara quirúrgica por la población sana, en abril la OMS consideró que era una medida aceptable en algunos países.

## Historia

### Antecedentes

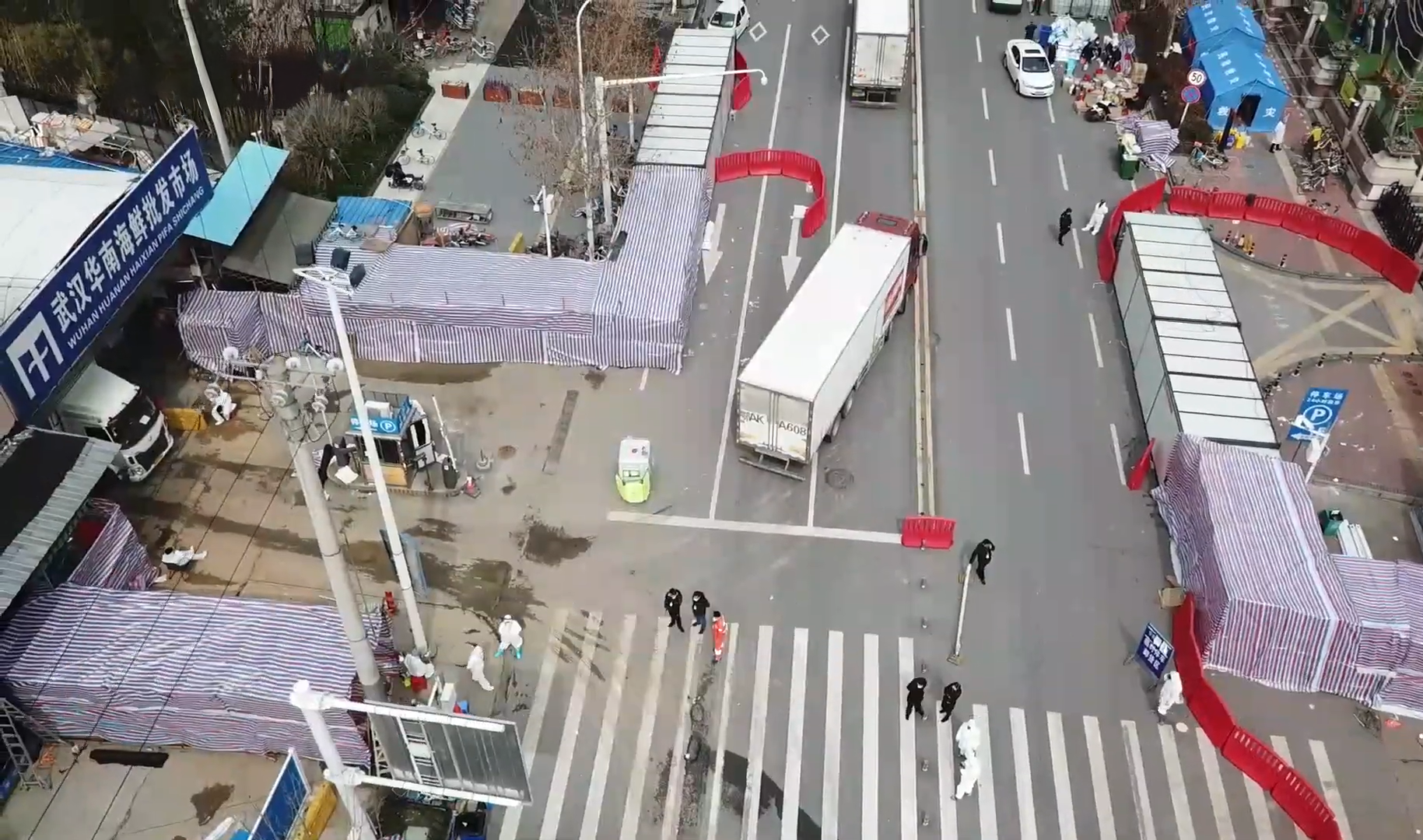
El Mercado Mayorista de Mariscos del Sur de China en Wuhan, intervenido por las autoridades al ser el primer lugar donde se registró el virus SARS-CoV-2 en trabajadores y comerciantes del recinto.

Desde décadas antes de 2020, varias autoridades científicas y figuras mediáticas advertían sobre la posible aparición de un virus con capacidad de generar una pandemia que tuviera consecuencias devastadoras para el mundo. Exitosos libros como A Dancing Matrix (1994) de Robin Marantz Henig, The Coming Plague (1994) de Laurie Garrett y The Hot Zone de Richard Preston (1995) tocaron este tema y coincidieron en que mundialmente no existía la preparación suficiente para lidiar con algo así.
En el siglo xxi las advertencias continuaron, y aunque durante ese tiempo surgió la pandemia de gripe A (H1N1) de 2009-2010, muchos autores y autoras continuaron centrando su preocupación en la aparición de una pandemia similar a la pandemia de gripe de 1918, que ha sido la más letal del siglo xx. Mientras que, por otro lado, la de 2009-2011 fue la menos letal de ellas, con un número de contagios y muertes estimadas que coincidieron en buena parte con los que una gripe estacional puede causar anualmente, y con un nulo impacto social e económico al nivel mundial. Algunos de los expertos que advirtieron sobre una posible pandemia fueron:
- El científico Vaclav Smil: escribió en su libro Global Catastrophes and Trends (2008) que «la posibilidad de una pandemia de influenza durante los próximos 50 años es virtualmente del 100 %».
- El científico David Quammen: habló en su libro Spillover (2013) que el siguiente «cataclismo» provocado por una pandemia, similar a las de 1918 sería más probablemente debido a un virus de origen animal.[90]
- El virólogo y experto en influenza Robert Webster: escribió en su libro Flu Hunter Unlocking the secrets of a virus (2019) que «una pandemia mortal y disruptiva» era «solo cuestión de tiempo», y que «la naturaleza eventualmente va a desafiar de nuevo a la humanidad con un equivalente al virus de la influenza de 1918».[cita requerida]
- Jeremy Konyndyk, exdirector de la Oficina de USAID de Asistencia para Desastres Externos de Estados Unidos: escribió en un artículo de 2017 que «una nueva gran crisis sanitaria global es una cuestión de 'cuándo', no de 'si'», y añadió que el virus sería comparable al de la pandemia de 1918.[cita requerida]

Otra de las advertencias, que se popularizó durante la actual pandemia, fue la charla TED que dio Bill Gates en 2015, donde habló sobre la falta de políticas de preparación ante una posible pandemia causada por algún virus altamente infeccioso y bajo circunstancias que alienten su diseminación; y una vez más, presentó un modelo de los contagios que provocaría un virus como el de 1918. Según dijo Bill Gates, para un reportaje a The Wall Street Journal, también instó a los candidatos presidenciales de las elecciones de Estados Unidos de 2016 a priorizar esfuerzos en preparativos ante una posible pandemia.
Durante la pandemia (2020-2023), también cobraron notoriedad obras que trataron temas relacionados con epidemias, especialmente la película Contagion (2011), basada en eventos como la pandemia de 2009 y la epidemia de SARS de 2002-2004, y que había sido bien recibida por la comunidad científica por su cercanía con la realidad; o la novela The Eyes of Darkness (1981), donde se relataba la creación de un virus con 100 % de letalidad, llamado «Wuhan-400» en algunas ediciones de este libro.

### Brote epidémico en Wuhan
Los hospitales de Wuhan detectaron los primeros casos de la nueva enfermedad a mediados de diciembre de 2019. Estos primeros contagios detectados se dieron en el ámbito del Mercado Mayorista de Mariscos del Sur de China de Wuhan.
Diagnosticados en un principio como una neumonía de origen desconocido, los primeros contagios fueron los que iniciaron las alertas sanitarias que llevaron a que en la primera semana de enero se identificase como causante de la enfermedad desconocida a un nuevo coronavirus, al que se denominó al principio 2019-nCoV. 
Cuando se expandió el 9 de febrero de 2021, una comisión internacional de la OMS enviada a China para investigar los orígenes de la pandemia in situ concluyó que el foco inicial de la pandemia fue el determinado desde un principio, el mercado mayorista de Wuhan. No obstante, no pudo determinar cómo llegó a él el virus, existiendo casos en los que no se ha podido hallar relación con el mercado: «No hemos encontrado pruebas de grandes brotes que pudieran vincularse antes del 19 de diciembre en Wuhan o en otros lugares. También podemos estar de acuerdo en que encontramos una circulación más amplia del virus en Wuhan en diciembre, no solo limitada al mercado de Huanan», descartando un origen distinto al salto animal-humano y, descartando igualmente, la existencia de casos anteriores a aquel diciembre de 2019.

La OMS baraja "cuatro hipótesis" [febrero de 2021] sobre cómo el virus de la covid-19 saltó a los humanos. En primer lugar, el salto directo de un animal a un humano; la segunda, del murciélago y a través de especies animales intermediarias, con un segundo animal involucrado que sea "potencialmente más cercano a los humanos en el que el virus se adapta fácilmente y salta a los humanos". La tercera teoría [...] es la posibilidad de que los productos congelados actúen como superficie de transmisión del virus a la población humana o vías de transmisión relacionadas con la alimentación.

### Propagación internacional de la enfermedad
La alerta de la Organización Mundial de la Salud, aun sin conocerse todavía si era posible el contagio de persona a persona, hizo que se dispararan las alarmas en otros países asiáticos en los que en 2003 sufrieron el brote de SARS. Regiones y países cercanos a China pusieron en marcha los escaneos por infrarrojos a viajeros.
El 13 de enero la OMS informó sobre el entonces primer caso confirmado fuera de China. Una mujer china de 61 años vecina de Wuhan que el 8 de enero viajó en vuelo directo de Wuhan a Tailandia en compañía de cinco miembros de su familia en un grupo de dieciséis personas. Fue detectada en el aeropuerto de Suvarnabhumi (BKK) al presentar fiebre alta. Hospitalizada, el 12 de enero dio «positivo por coronavirus por reacción en cadena de la transcriptasa-polimerasa inversa (RT-PCR)». «Informó de que había visitado regularmente un mercado local de productos frescos en Wuhan antes de la aparición de la enfermedad el 5 de enero de 2020. Sin embargo, no informó de que hubiera visitado el Mercado Mayorista de Mariscos del Sur de China, donde se detectaron la mayoría de los casos».
Según posteriores informaciones en medios de comunicación, el COVID-19 ya estaría presente en Europa en diciembre: en París según El Periódico y en Milán y Turín según El País.

### Declaración de pandemia
La Organización Mundial de la Salud declaró el 30 de enero de 2020 la existencia de un riesgo de salud pública de interés internacional, bajo las regulaciones del Reglamento Sanitario Internacional, y, posteriormente, el 11 de marzo de 2020 que la enfermedad se consideraba ya una pandemia por la alta cantidad de personas infectadas (118 000) y muertes (4291) que había causado alrededor del mundo (114 países).

## Incidencia
En relación con la incidencia, los casos de COVID-19 comprobados mediante análisis genético (PCR) asciendían a 535 millones para el 6 de junio de 2022, pero la OMS estimaba que la cantidad real de infecciones era probablemente mucho mayor, en torno a 780 millones o un 10% de la población mundial actual.

### Representatividad de los datos
Cada país informó sobre los casos de COVID-19 verificados en su territorio en base al análisis genético de muestras en laboratorio. Sobre todo en los primeros meses de la pandemia, estas cifras no eran necesariamente representativas de la propagación real del virus porque la cantidad de pruebas de COVID-19 realizadas varia mucho de un país a otro, según los medios disponibles y las estrategias de contención adoptadas.[cita requerida]
Durante los primeros días de la pandemia, Corea del Sur fue el único país donde se realizaron análisis sistemáticos de grandes conjuntos de población, unos 10 000 al día, con 210 000 contabilizados hasta el 10 de marzo. En el extremo contrario, Japón solo había analizado 10 000 muestras en total hasta el 10 de marzo y el Reino Unido estaba haciendo 1500 análisis hasta el 11 de marzo, cuando su gobierno ordenó aumentar la cadencia un 500%. Estados Unidos había analizado solo 1583 muestras hasta el 5 de marzo. En España, a 25 de marzo de 2020 se calculaba que podría haber entre 300 000 y 900 000 personas infectadas frente a los 39 000 casos registrados oficialmente. La importante diferencia se debe a que la mayoría de los portadores del virus pasan la enfermedad sin ningún tipo de síntomas. En China no se reportaron los pacientes asintomáticos como casos de COVID-19, incluso si daban positivo en la prueba. La situación cambió en los meses siguientes, a medida que cada país se fue equipando en sistemas de pruebas de COVID-19, principalmente por PCR. Es posible que se pasase al extremo contrario, en el que los positivos reportados eran superiores a los casos reales de la enfermedad porque la excesiva sensibilidad de las pruebas PCR señalaba como positivos a personas que ya habían pasado la enfermedad y tienen aún en su cuerpo restos de ARN no viable, es decir, de virus muertos que ya no infectaban.
En cuanto a las cifras de fallecidos, los criterios fueron también dispares según los países. En Italia se contaron como víctimas de la pandemia a los muertos que habían dado positivo, pero no a muchos ancianos fallecidos en residencias sin haberles hecho la prueba; mientras que en Bélgica se contabilizaba en las cifras de fallecidos a todos los muertos en residencias con síntomas similares a los de COVID-19, aunque no se les hubieran hecho tests. En España se constattó que la sobremortalidad durante la epidemia es entre un 50 y un 70% más alta que las cifras oficiales de fallecidos por COVID-19 verificados por prueba PCR.

### Número de casos registrados por PCR
Nota: la lista puede presentar desactualizaciones respecto a las fuentes.

Líneas resaltadas:
     Sin casos activos.     Todos los pacientes se recuperaron.

| Territorios soberanos, dependientes, no incorporados, autónomos, de ultramar y transporte internacional                                       | Casos       | Casos     | Fallecidos | Fallecidos | Fallecidos | Recuperados | Recuperados | Activos    | Activos |
| Territorios soberanos, dependientes, no incorporados, autónomos, de ultramar y transporte internacional                                       | Totales     | CxMhab    | Totales    | %          | FxMhab     | Totales     | %           | Totales    | %       |
| | 697 391 000 | n/a       | 6 934 972  | 1%         | n/a        | 669 175 701 | 96%         | 21 280 327 | 3,1%    |
| --- | ----------- | --------- | ---------- | ---------- | ---------- | ----------- | ----------- | ---------- | ------- |
| Estados Unidos | 109 228 774 | 326 241,1 | 1 181 531  | 1,1%       | 3529       | 107 149 719 | 98,1%       | 897 524    | 0,8%    |
| China | 99 317 967  | 70 311,1  | 121 764    | 0,1%       | 86,2       | s/d         |             | s/d        |         |
| India | 45 001 268  | 31 992,3  | 533 293    | 1,2%       | 379,1      | s/d         |             | s/d        |         |
| Francia | 40 138 560  | 612 054,9 | 167 642    | 0,4%       | 2556,3     | 39 970 918  | 99,6%       | 0          | 0%      |
| Alemania | 38 553 102  | 459 622,1 | 176 793    | 0,5%       | 2107,7     | 38 240 600  | 99,2%       | 135 709    | 0,4%    |
| Brasil | 37 949 944  | 176 224,5 | 706 808    | 1,9%       | 3282,1     | 36 249 161  | 95,5%       | 993 975    | 2,6%    |
| Corea del Sur | 34 571 873  | 673 521,8 | 35 934     | 0,1%       | 700,1      | 34 535 939  | 99,9%       | 0          | 0%      |
| Japón | 33 803 572  | 269 179,6 | 74 694     | 0,2%       | 594,8      | s/d         |             | s/d        |         |
| Italia | 26 230 177  | 435 283,4 | 192 406    | 0,7%       | 3192,9     | 25 874 442  | 98,6%       | 163 329    | 0,6%    |
| Reino Unido | 24 796 408  | 361 991,4 | 230 974    | 0,9%       | 3371,9     | 24 545 832  | 99%         | 19 602     | 0,1%    |
| Rusia | 23 124 717  | 158 594,9 | 400 256    | 1,7%       | 2745,1     | 22 550 793  | 97,5%       | 173 668    | 0,8%    |
| Turquía | 17 232 066  | 201 403,3 | 102 174    | 0,6%       | 1194,2     | s/d         |             | s/d        |         |
| España | 13 914 811  | 297 834,1 | 121 760    | 0,9%       | 2606,2     | 13 762 417  | 98,9%       | 30 634     | 0,2%    |
| Australia | 11 793 995  | 452 397,2 | 22 885     | 0,2%       | 877,8      | 11 765 075  | 99,8%       | 6035       | 0,1%    |
| Vietnam | 11 624 114  | 117 474,6 | 43 206     | 0,4%       | 436,6      | 10 640 971  | 91,5%       | 939 937    | 8,1%    |
| Taiwán(ERL) | 10 241 523  | 428 695   | 19 005     | 0,2%       | 795,5      | 10 222 518  | 99,8%       | 0          | 0%      |
| Argentina | 10 080 046  | 219 083,8 | 130 685    | 1,3%       | 2840,4     | 9 948 468   | 98,7%       | 893        | 0%      |
| Países Bajos | 8 619 835   | 500 862   | 22 992     | 0,3%       | 1336       | 8 596 260   | 99,7%       | 583        | 0%      |
| México | 7 649 199   | 58 142,3  | 334 472    | 4,4%       | 2542,4     | 6 899 865   | 90,2%       | 414 862    | 5,4%    |
| Irán | 7 622 127   | 88 608,8  | 146 580    | 1,9%       | 1704       | 7 377 233   | 96,8%       | 98 314     | 1,3%    |
| Indonesia | 6 813 790   | 24 410,8  | 161 920    | 2,4%       | 580,1      | 6 646 967   | 97,6%       | 4903       | 0,1%    |
| Polonia | 6 537 192   | 173 216,5 | 119 694    | 1,8%       | 3171,5     | s/d         |             | s/d        |         |
| Colombia | 6 384 009   | 123 937,3 | 143 067    | 2,2%       | 2777,5     | 6 203 441   | 97,2%       | 37 501     | 0,6%    |
| Grecia | 6 101 379   | 591 218,9 | 37 089     | 0,6%       | 3593,9     | 6 064 290   | 99,4%       | 0          | 0%      |
| Austria | 6 081 287   | 670 483,7 | 22 542     | 0,4%       | 2485,3     | 6 054 934   | 99,6%       | 3811       | 0,1%    |
| Portugal | 5 631 281   | 555 353,2 | 27 686     | 0,5%       | 2730,4     | 5 600 766   | 99,5%       | 2829       | 0,1%    |
| Ucrania | 5 557 995   | 128 687,1 | 112 418    | 2%         | 2602,9     | 5 445 577   | 98%         | 0          | 0%      |
| Chile | 5 305 892   | 275 630,8 | 64 497     | 1,2%       | 3350,5     | 5 240 905   | 98,8%       | 490        | 0%      |
| Malasia | 5 129 800   | 154 605,2 | 37 181     | 0,7%       | 1120,6     | 5 080 973   | 99%         | 11 646     | 0,2%    |
| Israel | 4 840 714   | 518 833,2 | 12 697     | 0,3%       | 1360,9     | 4 798 473   | 99,1%       | 29 544     | 0,6%    |
| Bélgica | 4 825 553   | 413 500,7 | 34 376     | 0,7%       | 2945,7     | 4 785 170   | 99,2%       | 6007       | 0,1%    |
| Canadá | 4 777 664   | 124 450,7 | 54 734     | 1,1%       | 1425,7     | 4 690 874   | 98,2%       | 32 056     | 0,7%    |
| Corea del Norte | 4 772 813   | 183 640,4 | 74         | 0%         | 2,8        | 4 772 739   | 100%        | 0          | 0%      |
| Tailandia | 4 758 125   | 67 895,6  | 34 488     | 0,7%       | 492,1      | 4 692 636   | 98,6%       | 31 001     | 0,7%    |
| República Checa | 4 670 763   | 434 894,1 | 42 941     | 0,9%       | 3998,2     | 4 621 336   | 98,9%       | 6486       | 0,1%    |
| Perú | 4 519 976   | 134 203,6 | 222 161    | 4,9%       | 6596,2     | 4 297 815   | 95,1%       | 0          | 0%      |
| Suiza | 4 420 514   | 504 049,5 | 14 452     | 0,3%       | 1647,9     | 4 399 989   | 99,5%       | 6073       | 0,1%    |
| Filipinas | 4 120 872   | 36 626,7  | 66 736     | 1,6%       | 593,2      | 4 051 351   | 98,3%       | 2785       | 0,1%    |
| Sudáfrica | 4 076 463   | 67 091,2  | 102 595    | 2,5%       | 1688,5     | 3 912 506   | 96%         | 61 362     | 1,5%    |
| Rumanía | 3 497 226   | 183 774,4 | 68 525     | 2%         | 3600,9     | 3 417 267   | 97,7%       | 11 434     | 0,3%    |
| Dinamarca | 3 183 756   | 546 098,8 | 8814       | 0,3%       | 1511,8     | 3 174 942   | 99,7%       | 0          | 0%      |
| Hong Kong(RAE) | 2 923 674   | 384 693,9 | 14 322     | 0,5%       | 1884,5     | 2 906 399   | 99,4%       | 2953       | 0,1%    |
| Suecia | 2 723 397   | 266 477,2 | 25 141     | 0,9%       | 2460       | 2 693 876   | 98,9%       | 4380       | 0,2%    |
| Singapur | 2 651 993   | 446 463,5 | 1900       | 0,1%       | 319,9      | 2 149 583   | 81,1%       | 500 510    | 18,9%   |
| Serbia | 2 572 340   | 297 380,3 | 18 057     | 0,7%       | 2087,5     | 2 545 937   | 99%         | 8346       | 0,3%    |
| Nueva Zelanda | 2 485 937   | 507 334,1 | 4958       | 0,2%       | 1011,8     | 2 478 402   | 99,7%       | 2577       | 0,1%    |
| Irak | 2 465 545   | 58 591,8  | 25 375     | 1%         | 603        | 2 439 497   | 98,9%       | 673        | 0%      |
| Hungría | 2 207 993   | 229 759,9 | 48 881     | 2,2%       | 5086,5     | 2 152 155   | 97,5%       | 6957       | 0,3%    |
| Bangladés | 2 045 892   | 12 185,9  | 29 477     | 1,4%       | 175,6      | 1 998 448   | 97,7%       | 17 967     | 0,9%    |
| Eslovaquia | 1 868 301   | 342 179,7 | 21 167     | 1,1%       | 3876,7     | 1 846 766   | 98,8%       | 368        | 0%      |
| Georgia | 1 855 289   | 467 327,2 | 17 132     | 0,9%       | 4315,4     | 1 776 548   | 95,8%       | 61 609     | 3,3%    |
| Jordania | 1 746 997   | 167 819,1 | 14 122     | 0,8%       | 1356,6     | 1 731 007   | 99,1%       | 1868       | 0,1%    |
| Irlanda | 1 723 615   | 343 349,6 | 9322       | 0,5%       | 1857       | 1 712 516   | 99,4%       | 1777       | 0,1%    |
| Pakistán | 1 581 926   | 6893,2    | 30 664     | 1,9%       | 133,6      | 1 538 689   | 97,3%       | 12 573     | 0,8%    |
| Finlandia | 1 490 937   | 268 637,3 | 10 286     | 0,7%       | 1710,3     | 1 477 202   | 99,1%       | 3449       | 0,2%    |
| Noruega | 1 489 459   | 270 319,2 | 5732       | 0,4%       | 986,4      | 1 483 727   | 99,6%       | 0          | 0%      |
| Kazajistán | 1 411 831   | 73 494,6  | 13 848     | 1%         | 720,9      | 1 383 020   | 98%         | 14 963     | 1,1%    |
| Eslovenia | 1 347 233   | 647 708,2 | 7100       | 0,5%       | 3413,5     | 1 339 311   | 99,4%       | 822        | 0,1%    |
| Lituania | 1 340 883   | 504 091,4 | 9739       | 0,7%       | 3661,3     | 1 323 561   | 98,7%       | 7583       | 0,6%    |
| Bulgaria | 1 323 939   | 193 558,3 | 38 556     | 2,9%       | 5636,8     | 1 280 072   | 96,7%       | 5311       | 0,4%    |
| Guatemala | 1 278 762   | 68 824,7  | 20 264     | 1,6%       | 1090,6     | 1 258 308   | 98,4%       | 190        | 0%      |
| Marruecos | 1 277 342   | 33 819    | 16 297     | 1,3%       | 431,5      | 1 256 151   | 98,3%       | 4894       | 0,4%    |
| Croacia | 1 276 497   | 314 408,1 | 18 438     | 1,4%       | 4541,4     | 1 257 638   | 98,5%       | 421        | 0%      |
| Líbano | 1 243 838   | 186 203,3 | 10 952     | 0,9%       | 1639,5     | 1 087 587   | 87,4%       | 145 299    | 11,7%   |
| Costa Rica | 1 238 883   | 239 166,6 | 9428       | 0,8%       | 1820,1     | 860 711     | 69,5%       | 368 744    | 29,8%   |
| Bolivia | 1 209 431   | 100 870   | 22 404     | 1,9%       | 1868,6     | 1 177 145   | 97,3%       | 9882       | 0,8%    |
| Túnez | 1 153 361   | 95 714,6  | 29 423     | 2,6%       | 2441,7     | s/d         |             | s/d        |         |
| Puerto Rico(U) | 1 119 959   | 351 084,3 | 5902       | 0,5%       | 1850,2     | s/d         |             | s/d        |         |
| Cuba | 1 115 150   | 98 598,6  | 8530       | 0,8%       | 754,2      | 1 106 553   | 99,2%       | 67         | 0%      |
| Ecuador | 1 069 139   | 59 035,8  | 36 043     | 3,4%       | 1990,2     | 1 033 096   | 96,6%       | 0          | 0%      |
| Emiratos Árabes Unidos | 1 067 030   | 105 856,2 | 2349       | 0,2%       | 233        | 1 054 525   | 98,8%       | 10 156     | 1%      |
| Panamá | 1 049 089   | 235 750,3 | 8666       | 0,8%       | 1947,4     | 1 040 268   | 99,2%       | 155        | 0%      |
| Uruguay | 1 038 774   | 296 792,6 | 7634       | 0,7%       | 2181,1     | 1 030 944   | 99,2%       | 196        | 0%      |
| Mongolia | 1 011 170   | 299 162,7 | 2179       | 0,2%       | 644,7      | 1 008 991   | 99,8%       | 0          | 0%      |
| Nepal | 1 003 450   | 33 193,8  | 12 031     | 1,2%       | 398        | 991 322     | 98,8%       | 97         | 0%      |
| Bielorrusia | 994 037     | 105 412,2 | 7118       | 0,7%       | 754,8      | 985 592     | 99,2%       | 1327       | 0,1%    |
| Letonia | 979 242     | 529 320   | 6412       | 0,7%       | 3465,9     | 971 406     | 99,2%       | 1424       | 0,1%    |
| Arabia Saudita | 841 469     | 23 478,5  | 9646       | 1,1%       | 269,1      | 827 923     | 98,4%       | 3900       | 0,5%    |
| Azerbaiyán | 834 050     | 80 975,7  | 10 356     | 1,2%       | 1005,4     | 823 588     | 98,7%       | 106        | 0%      |
| Paraguay | 815 869     | 111 610   | 20 028     | 2,5%       | 2739,8     | s/d         |             | s/d        |         |
| Baréin | 729 340     | 409 741,6 | 1574       | 0,2%       | 884,3      | 727 708     | 99,8%       | 58         | 0%      |
| Sri Lanka | 672 598     | 31 167,7  | 16 883     | 2,5%       | 782,3      | 655 715     | 97,5%       | 0          | 0%      |
| República Dominicana | 670 627     | 60 635,4  | 4384       | 0,7%       | 396,4      | 666 104     | 99,3%       | 139        | 0%      |
| Kuwait | 666 432     | 152 153,4 | 2570       | 0,4%       | 586,8      | 660 237     | 99,1%       | 3625       | 0,5%    |
| Chipre | 660 854     | 541 683,6 | 1364       | 0,2%       | 1118       | 659 490     | 99,8%       | 0          | 0%      |
| Birmania | 641 358     | 11 612,5  | 19 495     | 3%         | 353        | 619 922     | 96,7%       | 1941       | 0,3%    |
| Moldavia | 625 712     | 156 037,9 | 12 135     | 1,9%       | 3026,2     | 504 142     | 80,6%       | 109 435    | 17,5%   |
| Palestina(ERL) | 621 008     | 116 076,3 | 5404       | 0,9%       | 1010,1     | 615 445     | 99,1%       | 159        | 0%      |
| Estonia | 620 716     | 470 239,4 | 3001       | 0,5%       | 2273,5     | 524 990     | 84,6%       | 92 725     | 14,9%   |
| Venezuela | 552 695     | 18 882,6  | 5856       | 1,1%       | 200,1      | 546 537     | 98,9%       | 302        | 0,1%    |
| Egipto | 516 023     | 4860,8    | 24 613     | 4,8%       | 231,8      | 442 182     | 85,7%       | 49 228     | 9,5%    |
| Catar | 514 524     | 172 659,1 | 690        | 0,1%       | 231,5      | 513 687     | 99,8%       | 147        | 0%      |
| Libia | 507 274     | 72 056    | 6437       | 1,3%       | 914,3      | 500 835     | 98,7%       | 2          | 0%      |
| Etiopía | 500 871     | 4145,9    | 7574       | 1,5%       | 62,7       | 488 026     | 97,4%       | 5271       | 1,1%    |
| Reunión(U) | 486 588     | 534 712,1 | 921        | 0,2%       | 1012,1     | 418 572     | 86%         | 67 095     | 13,8%   |
| Honduras | 472 594     | 46 242,1  | 11 114     | 2,4%       | 1087,5     | s/d         |             | s/d        |         |
| Armenia | 449 062     | 151 199,3 | 8747       | 1,9%       | 2945,1     | 435 162     | 96,9%       | 5153       | 1,1%    |
| Bosnia y Herzegovina | 402 890     | 123 966,2 | 16 339     | 4,1%       | 5027,4     | 379 084     | 94,1%       | 7467       | 1,9%    |
| Omán | 399 449     | 75 084,4  | 4628       | 1,2%       | 869,9      | 384 669     | 96,3%       | 10 152     | 2,5%    |
| Macedonia del Norte | 348 215     | 167 411,1 | 9676       | 2,8%       | 4651,9     | 337 068     | 96,8%       | 1471       | 0,4%    |
| Zambia | 343 995     | 17 668    | 4058       | 1,2%       | 208,4      | 339 858     | 98,8%       | 79         | 0%      |
| Kenia | 343 073     | 6102,3    | 5688       | 1,7%       | 101,2      | 337 309     | 98,3%       | 76         | 0%      |
| Albania | 334 726     | 116 629,3 | 3602       | 1,1%       | 1255,1     | 329 428     | 98,4%       | 1696       | 0,5%    |
| Botsuana | 329 856     | 135 186,9 | 2801       | 0,8%       | 1148       | 327 049     | 99,1%       | 6          | 0%      |
| Luxemburgo | 319 959     | 499 935,9 | 1232       | 0,4%       | 1925       | 316 690     | 99%         | 2037       | 0,6%    |
| Brunéi | 292 644     | 650 320   | 225        | 0,1%       | 500        | 243 601     | 83,2%       | 48 818     | 16,7%   |
| Montenegro | 291 820     | 463 206,3 | 2827       | 1%         | 4487,3     | 288 410     | 98,8%       | 583        | 0,2%    |
| Kosovo(ERL) | 273 872     | 153 001,1 | 3206       | 1,2%       | 1791,1     | s/d         |             | s/d        |         |
| Argelia | 271 817     | 5993,8    | 6881       | 2,5%       | 151,7      | 183 026     | 67,3%       | 81 910     | 30,1%   |
| Nigeria | 266 675     | 1230,3    | 3155       | 1,2%       | 14,6       | 259 953     | 97,5%       | 3567       | 1,3%    |
| Zimbabue | 264 776     | 17 271,8  | 5689       | 2,1%       | 371,1      | 258 888     | 97,8%       | 199        | 0,1%    |
| Uzbekistán | 253 287     | 7367,3    | 1637       | 0,6%       | 47,6       | 241 486     | 95,3%       | 10 164     | 4%      |
| Mozambique | 233 417     | 7054      | 2243       | 1%         | 67,8       | 228 805     | 98%         | 2369       | 1%      |
| Martinica(U) | 229 900     | 621 351,4 | 1100       | 0,5%       | 2973       | s/d         |             | s/d        |         |
| Afganistán | 219 043     | 5375,3    | 7910       | 3,6%       | 194,1      | 195 091     | 89,1%       | 16 042     | 7,3%    |
| Laos | 218 101     | 29 157,9  | 758        | 0,3%       | 101,3      | s/d         |             | s/d        |         |
| Islandia | 209 191     | 597 688,6 | 229        | 0,1%       | 654,3      | s/d         |             | s/d        |         |
| Kirguistán | 206 888     | 30 741,2  | 2991       | 1,4%       | 444,4      | 196 406     | 94,9%       | 7491       | 3,6%    |
| Guadalupe(U) | 202 653     | 506 632,5 | 1017       | 0,5%       | 2542,5     | s/d         |             | s/d        |         |
| El Salvador | 201 785     | 30 806,9  | 4230       | 2,1%       | 645,8      | 179 410     | 88,9%       | 18 145     | 9%      |
| Trinidad y Tobago | 191 496     | 135 812,8 | 4390       | 2,3%       | 3113,5     | 187 078     | 97,7%       | 28         | 0%      |
| Maldivas | 186 589     | 345 535,2 | 314        | 0,2%       | 581,5      | 163 687     | 87,7%       | 22 588     | 12,1%   |
| Ghana | 171 657     | 5298,1    | 1462       | 0,9%       | 45,1       | 170 161     | 99,1%       | 34         | 0%      |
| Namibia | 171 222     | 65 103,4  | 4090       | 2,4%       | 1555,1     | 167 099     | 97,6%       | 33         | 0%      |
| Uganda | 170 671     | 4221,4    | 3632       | 2,1%       | 75         | 100 431     | 58,8%       | 66 608     | 39%     |
| Jamaica | 154 874     | 51 797,3  | 3536       | 2,3%       | 1182,6     | 102 899     | 66,4%       | 48 439     | 31,3%   |
| Camboya | 138 736     | 8080,1    | 3056       | 2,2%       | 178        | 135 679     | 97,8%       | 1          | 0%      |
| Ruanda | 133 194     | 9793,7    | 1468       | 1,1%       | 107,9      | 131 647     | 98,8%       | 79         | 0,1%    |
| Transnistria(ERL) | 130 259     | 277 146,8 | 2290       | 1,8%       | 4872,3     | 127 771     | 98,1%       | 98         | 0,1%    |
| Camerún | 124 983     | 4478,1    | 1971       | 1,6%       | 70,6       | 122 807     | 98,3%       | 205        | 0,2%    |
| Donetsk(ERL) | 118 607     | 51 568,3  | 9202       | 7,8%       | 4000,9     | 107 238     | 90,4%       | 2167       | 1,8%    |
| Malta | 118 574     | 269 486,4 | 835        | 0,7%       | 1897,7     | 117 151     | 98,8%       | 588        | 0,5%    |
| Chipre del Norte(ERL) | 117 396     | 308 936,8 | 4922       | 4,2%       | 12 952,6   | 112 165     | 95,5%       | 309        | 0,3%    |
| Barbados | 107 566     | 370 917,2 | 589        | 0,5%       | 2031       | 106 971     | 99,4%       | 6          | 0%      |
| Angola | 105 384     | 3008,4    | 1934       | 1,8%       | 55,2       | 103 419     | 98,1%       | 31         | 0%      |
| Guayana Francesa(U) | 98 041      | 316 261,3 | 420        | 0,4%       | 1354,8     | 11 254      | 11,5%       | 86 367     | 88,1%   |
| República Democrática del Congo | 96 403      | 1012,2    | 1465       | 1,5%       | 15,4       | 84 489      | 87,6%       | 10 449     | 10,8%   |
| Senegal | 88 997      | 5042,3    | 1971       | 2,2%       | 111,7      | 87 024      | 97,8%       | 2          | 0%      |
| Malawi | 88 728      | 4396,8    | 2686       | 3%         | 133,1      | 85 651      | 96,5%       | 391        | 0,5%    |
| Costa de Marfil | 88 329      | 3184,2    | 834        | 0,9%       | 30,1       | 87 492      | 99,1%       | 3          | 0%      |
| Surinam | 82 495      | 137 491,7 | 1404       | 1,7%       | 2340       | s/d         |             | s/d        |         |
| Nueva Caledonia(U) | 79 922      | 275 593,1 | 314        | 0,4%       | 1082,8     | 79 605      | 99,6%       | 3          | 0%      |
| Polinesia Francesa(U) | 78 518      | 280 421,4 | 649        | 0,8%       | 2317,9     | s/d         |             | s/d        |         |
| Suazilandia | 74 670      | 63 279,7  | 1425       | 1,9%       | 1207,6     | 73 116      | 97,9%       | 129        | 0,2%    |
| Guyana | 73 198      | 92 655,7  | 1298       | 1,8%       | 1643       | 71 880      | 98,2%       | 20         | 0%      |
| Belice | 70 782      | 172 639   | 688        | 1%         | 1678       | 70 085      | 99%         | 9          | 0%      |
| Fiyi | 68 921      | 75 737,4  | 883        | 1,3%       | 970,3      | 67 029      | 97,3%       | 1009       | 1,5%    |
| Madagascar | 67 735      | 2512.4    | 1416       | 2.1 %      | 52.5       | 66 202      | 97.7 %      | 117        | 0.2 %   |
| Jersey(U) | 65 130      | 592 090,9 | 146        | 0.2 %      | 1327.3     | 64 219      | 98.6 %      | 765        | 1.2 %   |
| Sudán | 63 686      | 1452      | 4994       | 7.8 %      | 113.9      | 58 179      | 91.4 %      | 513        | 0.8 %   |
| Mauritania | 63 425      | 15394.4   | 997        | 1.6 %      | 242        | 62 423      | 98.4 %      | 5          | 0 %     |
| Cabo Verde | 63 200      | 114 909,1 | 412        | 0.7 %      | 749.1      | 62 728      | 99.3 %      | 60         | 0.1 %   |
| Bután | 62 524      | 83 365,3  | 21         | 0 %        | 28         | 61 564      | 98.5 %      | 939        | 1.5 %   |
| Guam(U) | 60 845      | 357 911,8 | 412        | 0.7 %      | 2423.5     | 60 008      | 98.6 %      | 425        | 0.7 %   |
| Siria | 57 423      | 3279.4    | 3163       | 5.5 %      | 180.6      | 54 260      | 94.5 %      | 0          | 0 %     |
| Burundi | 51 722      | 4655.4    | 38         | 0.1 %      | 3.4        | 51 357      | 99.3 %      | 327        | 0.6 %   |
| Seychelles | 50 355      | 524 531,3 | 172        | 0.3 %      | 1791.7     | 50 026      | 99.3 %      | 157        | 0.3 %   |
| Gabón | 48 980      | 22 063,1  | 306        | 0.6 %      | 137.8      | 48 668      | 99.4 %      | 6          | 0 %     |
| Andorra | 47 751      | 612 192,3 | 165        | 0.3 %      | 2115.4     | 47 500      | 99.5 %      | 186        | 0.4 %   |
| Papúa Nueva Guinea | 46 663      | 5425.9    | 669        | 1.4 %      | 77.8       | 43 982      | 94.3 %      | 2012       | 4.3 %   |
| Curazao(U) | 45 986      | 287 412,5 | 295        | 0.6 %      | 1843.8     | 44 720      | 97.2 %      | 971        | 2.1 %   |
| Aruba(U) | 43 752      | 437 520   | 236        | 0.5 %      | 2360       | 42 438      | 97 %        | 1078       | 2.5 %   |
| Tanzania | 42 351      | 745.6     | 845        | 2 %        | 14.9       | s/d         |             | s/d        |         |
| Mayotte(U) | 41 969      | 149 889,3 | 187        | 0.4 %      | 667.9      | s/d         |             | s/d        |         |
| Mauricio | 41 485      | 32 665,4  | 1041       | 2.5 %      | 819.7      | 39 752      | 95.8 %      | 692        | 1.7 %   |
| Togo | 39 343      | 5149.6    | 290        | 0.7 %      | 38         | 39 048      | 99.3 %      | 5          | 0 %     |
| Guinea | 38 210      | 3091.4    | 466        | 1.2 %      | 37.7       | 37 292      | 97.6 %      | 452        | 1.2 %   |
| Isla de Man(U) | 38 008      | 447 152,9 | 116        | 0.3 %      | 1364.7     | s/d         |             | s/d        |         |
| Bahamas | 37 491      | 96 130,8  | 833        | 2.2 %      | 2135.9     | 36 366      | 97 %        | 292        | 0.8 %   |
| Siria del Noreste(ERL) | 37 266      | 8101.3    | 1514       | 4.1 %      | 329.1      | 2516        | 6.8 %       | 33 236     | 89.2 %  |
| Islas Feroe(U) | 34 658      | 722 041,7 | 28         | 0.1 %      | 583.3      | s/d         |             | s/d        |         |
| Lesoto | 34 490      | 16 423,8  | 706        | 2 %        | 336.2      | 25 980      | 75.3 %      | 7804       | 22.6 %  |
| Guernsey(U) | 33 910      | 521 692,3 | 66         | 0.2 %      | 1015.4     | 33 807      | 99.7 %      | 37         | 0.1 %   |
| Haití | 33 893      | 2906.8    | 860        | 2.5 %      | 73.8       | 32 934      | 97.2 %      | 99         | 0.3 %   |
| Malí | 32 770      | 1615.9    | 743        | 2.3 %      | 36.6       | 31 949      | 97.5 %      | 78         | 0.2 %   |
| Islas Caimán(U) | 31 472      | 469 731,3 | 37         | 0.1 %      | 552.2      | 8553        | 27.2 %      | 22 882     | 72.7 %  |
| Santa Lucía | 29 550      | 164 166,7 | 404        | 1.4 %      | 2244.4     | 29 095      | 98.5 %      | 51         | 0.2 %   |
| Abjasia(ERL) | 28 276      | 113 104   | 421        | 1.5 %      | 1684       | 23 150      | 81.9 %      | 4705       | 16.6 %  |
| Benín | 27 982      | 2347.5    | 163        | 0.6 %      | 13.7       | 27 817      | 99.4 %      | 2          | 0 %     |
| Somalia | 27 300      | 1718.1    | 1361       | 5 %        | 85.7       | 13 182      | 48.3 %      | 12 757     | 46.7 %  |
| República del Congo | 25 375      | 4664.5    | 386        | 1.5 %      | 71         | 24 006      | 94.6 %      | 983        | 3.9 %   |
| Islas Salomón | 24 575      | 35615.9   | 153        | 0.6 %      | 221.7      | s/d         |             | s/d        |         |
| Islas Vírgenes(U) | 23 769      | 237 690   | 127        | 0.5 %      | 1270       | 23 591      | 99.3 %      | 51         | 0.2 %   |
| Timor Oriental | 23 386      | 18 560,3  | 138        | 0.6 %      | 492.9      | 23 102      | 98.8 %      | 146        | 0.6 %   |
| San Marino | 23 008      | 676 705,9 | 121        | 0.5 %      | 3558.8     | 22 711      | 98.7 %      | 176        | 0.8 %   |
| Estados Federados de Micronesia | 22 203      | 201845.5  | 55         | 0.2 %      | 500        | s/d         |             | s/d        |         |
| Burkina Faso | 22 006      | 1037.5    | 395        | 1.8 %      | 18.6       | 21 596      | 98.1 %      | 15         | 0.1 %   |
| Liechtenstein | 21 276      | 545 538,5 | 88         | 0.4 %      | 2256.4     | 21 156      | 99.4 %      | 32         | 0.2 %   |
| Gibraltar(U) | 20 275      | 614 393,9 | 110        | 0.5 %      | 3333.3     | 16 579      | 81.8 %      | 3586       | 17.7 %  |
| Granada | 19 613      | 21552.7   | 237        | 1.2 %      | 19         | 19 358      | 98.7 %      | 18         | 0.1 %   |
| Bermudas(U) | 18 622      | 290 968,8 | 153        | 0.8 %      | 2390.6     | 18 423      | 98.9 %      | 46         | 0.2 %   |
| Nicaragua | 18 491      | 2818.8    | 225        | 1.2 %      | 34.3       | 4225        | 22.8 %      | 14 041     | 75.9 %  |
| Sudán del Sur | 18 368      | 1383.1    | 138        | 0.8 %      | 10.4       | 18 115      | 98.6 %      | 115        | 0.6 %   |
| Tayikistán | 17 786      | 1886.1    | 125        | 0.7 %      | 13.3       | 17 264      | 97.1 %      | 397        | 2.2 %   |
| Guinea Ecuatorial | 17 186      | 12018.2   | 183        | 1.1 %      | 128        | 16 880      | 98.2 %      | 123        | 0.7 %   |
| Tonga | 16 182      | 161820    | 12         | 0.1 %      | 109.1      | 15 638      | 96.6 %      | 532        | 3.3 %   |
| Samoa | 15 975      | 84078.9   | 29         | 0.2 %      | 152.6      | 1605        | 10 %        | 14 341     | 89.8 %  |
| Mónaco | 15 948      | 408 923,1 | 63         | 0.4 %      | 1615.4     | 15 844      | 99.3 %      | 41         | 0.3 %   |
| Dominica | 15 760      | 221 971,8 | 74         | 0.5 %      | 1042.3     | 15 673      | 99.4 %      | 13         | 0.1 %   |
| Yibuti | 15 690      | 14 394,5  | 189        | 1.2 %      | 173.4      | 15 427      | 98.3 %      | 74         | 0.5 %   |
| Islas Marshall | 15 547      | 263508.5  | 17         | 0.1 %      | 288.1      | 15 528      | 99.9 %      | 2          | 0 %     |
| República Centroafricana | 15 351      | 2761      | 113        | 0.7 %      | 20.3       | 14 615      | 95.2 %      | 623        | 4.1 %   |
| Lugansk(ERL) | 13 797      | 9450      | 1476       | 10.7 %     | 1011       | 10 247      | 74.3 %      | 5026       | 36.4 %  |
| Islas Marianas del Norte(U) | 13 236      | 228206.9  | 41         | 0.3 %      | 706.9      | 32          | 0.2 %       | 234        | 1.8 %   |
| Gambia | 12 586      | 5222.4    | 372        | 3 %        | 154.4      | 12 189      | 96.8 %      | 25         | 0.2 %   |
| San Martín (Francia)(U) | 12 104      | 336 222,2 | 63         | 0.5 %      | 1750       | 1399        | 11.6 %      | 10 642     | 87.9 %  |
| Vanuatu | 11 993      | 38687.1   | 14         | 0.1 %      | 45.2       | 11 976      | 99.9 %      | 3          | 0 %     |
| Groenlandia(U) | 11 971      | 213 767,9 | 21         | 0.2 %      | 375        | 2761        | 23.1 %      | 9189       | 76.8 %  |
| Yemen | 11 945      | 400.6     | 2159       | 18.1 %     | 72.4       | 9124        | 76.4 %      | 662        | 5.5 %   |
| San Martín (Países Bajos)(U) | 10 964      | 274 100   | 89         | 0.8 %      | 2225       | 10 873      | 99.2 %      | 2          | 0 %     |
| Eritrea | 10 189      | 2894.6    | 103        | 1 %        | 29.3       | 10 086      | 99 %        | 0          | 0 %     |
| Níger | 9931        | 436.5     | 312        | 3.1 %      | 13.7       | 8890        | 89.5 %      | 729        | 7.3 %   |
| Bonaire(U) | 9767        | 488 350   | 32         | 0.3 %      | 1600       | 4063        | 41.6 %      | 900        | 9.2 %   |
| San Vicente y las Granadinas | 9538        | 86 709,1  | 119        | 1.2 %      | 1081.8     | 9395        | 98.5 %      | 24         | 0.3 %   |
| Antigua Y Barbuda | 9106        | 92 918,4  | 146        | 1.6 %      | 1489.8     | 8954        | 98.3 %      | 6          | 0.1 %   |
| Comoras | 8982        | 10092.1   | 161        | 1.8 %      | 180.9      | 8819        | 98.2 %      | 2          | 0 %     |
| Guinea-Bisáu | 8947        | 5522.8    | 176        | 2 %        | 108.6      | 8656        | 96.7 %      | 115        | 1.3 %   |
| Samoa Americana(U) | 8263        | 150236.4  | 34         | 0.4 %      | 618.2      | 3           | 0 %         | 2          | 0 %     |
| Liberia | 8043        | 1775.5    | 294        | 3.7 %      | 64.9       | 7741        | 96.2 %      | 8          | 0.1 %   |
| Sierra Leona | 7760        | 966.4     | 126        | 1.6 %      | 15.7       | s/d         |             | s/d        |         |
| Chad | 7650        | 479       | 194        | 2.5 %      | 12.1       | s/d         |             | s/d        |         |
| Islas Vírgenes Británicas(U) | 7305        | 235 645,2 | 64         | 0.9 %      | 2064.5     | s/d         |             | s/d        |         |
| San Cristóbal y Nieves | 6562        | 126 192,3 | 46         | 0.7 %      | 884.6      | 6516        | 99.3 %      | 0          | 0 %     |
| Somalilandia(ERL) | 6558        | 1868.4    | 417        | 6.4 %      | 118.8      | 4738        | 72.2 %      | 1403       | 21.4 %  |
| Islas Turcas y Caicos(U) | 6479        | 175 108,1 | 36         | 0.6 %      | 973        | 6423        | 99.1 %      | 20         | 0.3 %   |
| Islas Cook | 6389        | 58081.8   | 1          | 0 %        | 9.1        | 6384        | 99.9 %      | 4          | 0.1 %   |
| Santo Tomé y Príncipe | 6279        | 29 900    | 77         | 1.2 %      | 366.7      | 5958        | 94.9 %      | 4          | 0.1 %   |
| Palaos | 5971        | 331 722,2 | 9          | 0.2 %      | 500        | 3568        | 59.8 %      | 325        | 5.4 %   |
| Osetia del Sur(ERL) | 5962        | 110 407,4 | 60         | 1 %        | 1111.1     | 5091        | 85.4 %      | 811        | 13.6 %  |
| Åland(U) | 5721        | 190 700   | 9          | 0.2 %      | 300        | 0           | 0 %         | 5712       | 99.8 %  |
| San Bartolomé(U) | 5382        | 489 272,7 | 6          | 0.1 %      | 545.5      | s/d         |             | s/d        |         |
| Nauru | 4621        | 462100    | 1          | 0 %        | 100        | 4609        | 99.7 %      | 11         | 0.2 %   |
| Anguila(U) | 3904        | 260 266,7 | 12         | 0.3 %      | 800        | 3879        | 99.4 %      | 13         | 0.3 %   |
| Kiribati | 3430        | 31181.8   | 13         | 0.4 %      | 118.2      | 2703        | 78.8 %      | 714        | 20.8 %  |
| San Pedro y Miquelón(U) | 3349        | 577 413,8 | 2          | 0.1 %      | 344.8      | 2449        | 73.1 %      | 898        | 26.8 %  |
| Artsaj(ERL) | 3004        | 20 026,7  | 31         | 1 %        | 206.7      | 337         | 11.2 %      | 2636       | 87.7 %  |
| Tuvalu | 2805        | 233 750   | 0          | 0 %        | 0          | 0           | 0 %         | 2805       | 100 %   |
| Macao(RAE) | 2377        | 35.9      | 38         | 1.6 %      | 0.6        | 1608        | 67.6 %      | 731        | 30.8 %  |
| Santa Elena, Ascensión y Tristán de Acuña(U)                                                                                                  | 2166        | 333230.8  | 0          | 0 %        | 0          | 2           | 0.1 %       | 2164       | 99.9 %  |
| República Árabe Saharaui Democrática(ERL) | 2134        | 4268      | 90         | 4.2 %      | 180        | 2000        | 93.7 %      | 44         | 2.1 %   |
| Islas Malvinas(U)(TD) | 1930        | 551 428,6 | 0          | 0 %        | 0          | 1930        | 100 %       | 0          | 0 %     |
| Isla de Pascua(U) | 1710        | 222077.9  | 0          | 0 %        | 0          | 1690        | 98.8 %      | 20         | 1.2 %   |
| Guayana Esequiba (TD) | 1460        | 5214.3    | 2          | 0.1 %      | 7.1        | 101         | 6.9 %       | 1357       | 92.9 %  |
| Montserrat(U) | 1403        | 246140.4  | 8          | 0.6 %      | 1403.5     | 1376        | 98.1 %      | 19         | 1.4 %   |
| San Eustaquio(U) | 1212        | 390967.7  | 5          | 0.4 %      | 1612.9     | 30          | 2.5 %       | 2          | 0.2 %   |
| Puntlandia(ERL) | 1182        | 274.9     | 9          | 0.8 %      | 2.1        | 212         | 17.9 %      | 961        | 81.3 %  |
| USS Theodore Roosevelt | 1102        |           | 1          | 0.1 %      |            | 751         | 68.1 %      | 350        | 31.8 %  |
| Charles de Gaulle | 1081        | 470 000   | 0          | 0 %        | 0          | 1081        | 100 %       | 0          | 0 %     |
| Isla Norfolk(U) | 932         | 443809.5  | 0          | 0 %        | 0          | 908         | 97.4 %      | 24         | 2.6 %   |
| Sahara Occidental(ERL) | 766         | 49.4      | 2          | 0.3 %      | 0.1        | 723         | 94.4 %      | 41         | 5.4 %   |
| Wallis y Futuna(U) | 761         | 69 181,8  | 7          | 0.9 %      | 636.4      | 438         | 57.6 %      | 316        | 41.5 %  |
| Saba(U) | 737         | 387894.7  | 2          | 0.3 %      | 1052.6     | 14          | 1.9 %       | 17         | 2.3 %   |
| Crucero Diamond Princess | 712         | 191 862   | 14         | 2 %        | 3773       | 698         | 98 %        | 0          | 0 %     |
| Niue(U) | 483         | 301875    | 0          | 0 %        | 0          | 320         | 66.3 %      | 163        | 33.7 %  |
| Svalbard(U) | 297         | 102413.8  | 0          | 0 %        | 0          | 0           | 0 %         | 297        | 100 %   |
| Islas Cocos(U) | 242         | 484000    | 0          | 0 %        | 0          | 236         | 97.5 %      | 6          | 2.5 %   |
| Territorio Chileno Antártico(TD) | 226         |           | 0          | 0%         | 0          | 226         | 100%        | 0          | 0 %     |
| Crucero Costa Atlántica | 148         |           | 0          | 0 %        |            | 148         | 100 %       | 0          | 0 %     |
| Greg Mortimer | 128         |           | 1          | 0.8 %      |            | 0           | 0 %         | 127        | 99.2 %  |
| Crucero Grand Princess | 102         |           | 2          | 1.9 %      |            | 100         | 97.1 %      | 0          | 0 %     |
| USS Kidd | 78          |           | 0          | 0 %        | 0          | 78          | 100 %       | 0          | 0 %     |
| MS Roald Amundsen | 55          |           | 0          | 0 %        |            | 55          | 100 %       | 0          | 0 %     |
| MS River Anuket | 45          |           | 0          | 0 %        |            | 45          | 100 %       | 0          | 0 %     |
| Monte Athos(U) | 40          | 18 181,8  | 0          | 0 %        | 0          | 40          | 100 %       | 0          | 0 %     |
| Vaticano | 29          | 36 250    | 0          | 0 %        | 0          | 28          | 96.6 %      | 1          | 3.4 %   |
| Crucero MS Zaandam | 13          |           | 4          | 30.8 %     |            | 9           | 69.2 %      | 0          | 0 %     |
| Crucero Coral Princess | 12          | 4176.8    | 3          | 25 %       | 1044.2     | s/d         |             | s/d        |         |
| Acrotiri y Dhekelia(U) | 12          | 750       | 0          | 0 %        | 0          | 9           | 75 %        | 3          | 25 %    |
| SeaDream I | 9           |           | 0          | 0 %        |            | s/d         |             | s/d        |         |
| HNLMS Dolfijn | 8           |           | 0          | 0 %        |            | 8           | 100 %       | 0          | 0 %     |
| USNS Mercy | 7           |           | 0          | 0 %        |            | 7           | 100 %       | 0          | 0 %     |
| Territorio Británico del Océano Índico(U) | 5           | 1428.6    | 0          | 0 %        | 0          | 2           | 40 %        | 3          | 60 %    |
| Tokelau(U) | 5           | 3846.2    | 0          | 0 %        | 0          | 0           | 0 %         | 5          | 100 %   |
| Islas Pitcairn(U) | 4           | 6666.7    | 0          | 0 %        | 0          | 4           | 100 %       | 0          | 0 %     |
| Isla de Navidad(U) | 2           |           | 0          | 0%         | 0          | 0           | 0%          | 2          | 100%    |
| Leopold I | 1           |           | 0          | 0 %        |            | 1           | 100 %       | 0          | 0 %     |
| MS Paul Gauguin | 1           |           | 0          | 0 %        |            | 1           | 100 %       | 0          | 0 %     |
| Fuentes: Mapa del Centro de Ciencias e Ingeniería en Sistemas de la Universidad Johns Hopkins (2020) worldometers.info                        |             |           |            |            |            |             |             |            |         |
| Notas: (U) Territorio de ultramar. (TD) Territorio disputado. (ERL) Estado con reconocimiento limitado. (RAE) Región administrativa especial. |             |           |            |            |            |             |             |            |         |

### Estudios de seroprevalencia
Mientras que las pruebas PCR detectan la presencia del virus SARS-CoV-2 en cantidades significativas en una persona en ese momento, las pruebas de anticuerpos detectan que una persona ha estado expuesta al virus en los últimos meses, aunque ya no lo tenga en la actualidad. Varios países y territorios han realizado campañas de pruebas de anticuerpos, para determinar qué porcentaje de su población, ha sido infectada por el virus.[cita requerida] Los resultados se resumen en la tabla siguiente.
| Territorios         | Territorios    | Fecha del análisis                        | Porcentaje con anticuerpos | Personas que han sido infectadas | Referencia      |
| ------------------- | -------------- | ----------------------------------------- | -------------------------- | -------------------------------- | --------------- |
| Bérgamo             | Italia         | 23 de abril de 2020 a 3 de junio de 2020  | 57%                        | 635 000                          | [ 126 ]         |
| Ginebra             | Suiza          | 6 de abril de 2020 a 9 de mayo de 2020    | 10,9%                      | 54 000                           | [ 127 ] [ 128 ] |
| España              | Europa         | 15 de diciembre de 2020                   | 9,9%                       | 4 700 000                        | [ 129 ]         |
| Karnataka           | India          | 16 de septiembre de 2020                  | 27,3%                      | 19 300 000                       | [ 130 ]         |
| México              | América        | 16 de diciembre de 2020                   | 25,0%                      | 32 000 000                       | [ 131 ]         |
| Nueva Delhi         | India          | 27 de junio de 2020 a 10 de julio de 2020 | 23,5%                      | 5 111 000                        | [ 132 ]         |
| Nueva York (ciudad) | Estados Unidos | 19 de abril de 2020 a 28 de abril de 2020 | 22,7%                      | 1 907 000                        | [ 133 ] [ 128 ] |
| Nueva York (estado) | Estados Unidos | 19 de abril de 2020 a 28 de abril de 2020 | 14%                        | 2 139 000                        | [ 133 ]         |
| Reino Unido         | Europa         | noviembre de 2020                         | 8,8%                       | 5 900 000                        | [ 134 ]         |

## Vacunados
| País                            | Vacunados     | %       |
| ------------------------------- | ------------- | ------- |
|                                 | 5 294 090 450 | 66,94%  |
| China                           | 1 298 636 000 | 91,08%  |
| India                           | 1 020 201 502 | 72,48%  |
| Unión Europea                   | 337 880 657   | 75,49%  |
| Estados Unidos                  | 261 204 035   | 78,67%  |
| Indonesia                       | 202 015 743   | 73,79%  |
| Brasil                          | 185 208 286   | 86,41%  |
| Pakistán                        | 137 952 508   | 59,62%  |
| Bangladés                       | 130 000 824   | 76,76%  |
| Japón                           | 103 830 394   | 83,32%  |
| México                          | 90 320 224    | 71,28%  |
| Vietnam                         | 86 785 069    | 89,04%  |
| Rusia                           | 82 034 136    | 56,54%  |
| Filipinas                       | 76 438 466    | 67,12%  |
| Alemania                        | 64 726 292    | 77,60%  |
| Irán                            | 64 698 435    | 73,58%  |
| Turquía                         | 57 874 843    | 68.27%  |
| Tailandia                       | 56 811 190    | 79,34%  |
| Francia                         | 54 505 516    | 80,84%  |
| Reino Unido                     | 53 664 109    | 79,76%  |
| Egipto                          | 50 981 808    | 46.66%  |
| Italia                          | 50 813 325    | 85,77%  |
| Corea del Sur                   | 45 081 942    | 86,98%  |
| Etiopía                         | 44 695 420    | 37,16%  |
| Colombia                        | 42 480 321    | 82.46%  |
| España                          | 41 274 079    | 86,92%  |
| Argentina                       | 41 191 628    | 90,98%  |
| Nigeria                         | 36 549 506    | 17,13%  |
| Birmania                        | 33 004 742    | 60,22%  |
| Canadá                          | 32 797 068    | 85,96%  |
| Perú                            | 29 645 865    | 87,93%  |
| Malasia                         | 28 064 454    | 83,59%  |
| Arabia Saudita                  | 26 713 922    | 75,59%  |
| Marruecos                       | 24 962 759    | 67,33%  |
| Nepal                           | 24 056 165    | 80,09%  |
| Polonia                         | 22 745 621    | 59,38%  |
| Australia                       | 22 385 732    | 86,36%  |
| Venezuela                       | 22 157 232    | 77,19%  |
| Sudáfrica                       | 22 124 911    | 37,25%  |
| Taiwán                          | 21 262 457    | 89,11%  |
| Uzbekistán                      | 19 890 447    | 58,36%  |
| Chile                           | 18 023 776    | 92,46%  |
| Uganda                          | 17 616 836    | 38,42%  |
| Sri Lanka                       | 17 104 637    | 78,56%  |
| Ucrania                         | 15 729 617    | 36,19%  |
| Ecuador                         | 15 205 600    | 85,44%  |
| Camboya                         | 15 104 932    | 91,05%  |
| Mozambique                      | 14 978 771    | 46,57%  |
| Angola                          | 13 507 932    | 39,15%  |
| Países Bajos                    | 12 950 702    | 74,00%  |
| Kenia                           | 12 641 679    | 22,99%  |
| Tanzania                        | 11 910 572    | 18,73%  |
| Ghana                           | 11 042 809    | 33,63%  |
| Irak                            | 10 913 964    | 25,07%  |
| Cuba                            | 10 683 501    | 94,91%  |
| Emiratos Árabes Unidos          | 9 991 089     | 100,00% |
| Portugal                        | 9 738 232     | 94,64%  |
| Kazajistán                      | 9 545 315     | 49,72%  |
| Bélgica                         | 9 250 646     | 79,67%  |
| Costa de Marfil                 | 9 229 469     | 33,59%  |
| Ruanda                          | 9 141 570     | 67,91%  |
| Túnez                           | 8 890 905     | 72,50%  |
| Guatemala                       | 8 344 999     | 47,39%  |
| Argelia                         | 8 210 605     | 18,40%  |
| Rumania                         | 8 176 457     | 42,30%  |
| Grecia                          | 7 922 291     | 75,85%  |
| Suecia                          | 7 838 695     | 77,15%  |
| Bolivia                         | 7 267 925     | 60,17%  |
| República Dominicana            | 7 250 426     | 65,21%  |
| República Checa                 | 6 968 071     | 66,29%  |
| Austria                         | 6 831 552     | 76,57%  |
| Hong Kong                       | 6 757 652     | 90,17%  |
| Israel                          | 6 714 176     | 72,27%  |
| Sudán                           | 6 651 268     | 14,81%  |
| Bielorrusia                     | 6 437 839     | 67,21%  |
| Hungría                         | 6 412 843     | 66,05%  |
| Honduras                        | 6 335 843     | 61,64%  |
| Zimbabue                        | 6 331 851     | 39,59%  |
| Suiza                           | 6 090 087     | 70,07%  |
| Nicaragua                       | 5 973 858     | 87,20%  |
| Afganistán                      | 5 969 406     | 14,89%  |
| Laos                            | 5 817 695     | 78,84%  |
| Azerbaiyán                      | 5 364 362     | 52,02%  |
| Tayikistán                      | 5 189 877     | 53,23%  |
| Singapur                        | 5 021 147     | 92,07%  |
| Dinamarca                       | 4 826 774     | 82,45%  |
| Jordania                        | 4 809 987     | 43,15%  |
| Guinea                          | 4 640 906     | 34,30%  |
| El Salvador                     | 4 619 142     | 73,16%  |
| Finlandia                       | 4 518 264     | 81,62%  |
| Costa Rica                      | 4 437 629     | 86,10%  |
| Noruega                         | 4 342 908     | 80,38%  |
| Nueva Zelanda                   | 4 294 827     | 83,72%  |
| Irlanda                         | 4 092 885     | 82,08%  |
| Paraguay                        | 3 969 185     | 59,21%  |
| Níger                           | 3 647 695     | 14,44%  |
| Panamá                          | 3 487 798     | 80,16%  |
| República Democrática del Congo | 3 450 478     | 3,60%   |
| Kuwait                          | 3 435 840     | 80,84%  |
| Serbia                          | 3 354 075     | 48,81%  |
| Omán                            | 3 266 729     | 62,54%  |
| Zambia                          | 3 240 892     | 17,13%  |
| Benín                           | 3 174 135     | 24,42%  |
| Uruguay                         | 2 998 420     | 87,51%  |
| Eslovaquia                      | 2 822 693     | 51,82%  |
| Somalia                         | 2 761 028     | 16,18%  |
| Siria                           | 2 758 742     | 12,94%  |
| Catar                           | 2 738 600     | 101,87% |
| Líbano                          | 2 705 873     | 48,38%  |
| Liberia                         | 2 645 947     | 50,95%  |
| Sierra Leona                    | 2 644 113     | 31,40%  |
| Burkina Faso                    | 2 551 596     | 11,55%  |
| Croacia                         | 2 316 242     | 57,05%  |
| Senegal                         | 2 300 648     | 13,38%  |
| Libia                           | 2 287 022     | 33,96%  |
| Mongolia                        | 2 272 965     | 68,27%  |
| Chad                            | 2 218 493     | 13,12%  |
| Malaui                          | 2 125 294     | 10,69%  |
| Togo                            | 2 118 136     | 24,50%  |
| Bulgaria                        | 2 093 417     | 30,40%  |
| Palestina                       | 2 008 544     | 38,46%  |
| Mali                            | 1 962 791     | 8,96%   |
| Lituania                        | 1 953 061     | 70,09%  |
| Mauritania                      | 1 928 484     | 41,79%  |
| Botsuana                        | 1 696 430     | 65,54%  |
| Georgia                         | 1 637 529     | 43,57%  |
| Kirguistán                      | 1 576 613     | 24,15%  |
| Camerún                         | 1 566 331     | 5,76%   |
| Letonia                         | 1 346 184     | 71,84%  |
| Madagascar                      | 1 330 462     | 4,60%   |
| Albania                         | 1 328 497     | 46,54%  |
| Sudán del Sur                   | 1 312 090     | 12,21%  |
| República Centroafricana        | 1 300 418     | 23,83%  |
| Eslovenia                       | 1 265 802     | 59,72%  |
| Baréin                          | 1 239 164     | 84,68%  |
| Armenia                         | 1 128 072     | 38,01%  |
| Moldavia                        | 1 081 073     | 26,87%  |
| Mauricio                        | 1 021 934     | 78,68%  |
| Bosnia y Herzegovina            | 943 394       | 28,91%  |
| Lesoto                          | 924 248       | 40,51%  |
| Kosovo                          | 905 095       | 50,79%  |
| Estonia                         | 863 757       | 65,01%  |
| Macedonia del Norte             | 853 927       | 41,00%  |
| Timor Oriental                  | 841 763       | 63,72%  |
| Jamaica                         | 819 062       | 28,97%  |
| Trinidad y Tobago               | 752 072       | 49,29%  |
| Fiyi                            | 706 842       | 76,45%  |
| Yemen                           | 697 956       | 2,29%   |
| República del Congo             | 695 631       | 11,92%  |
| Bután                           | 693 082       | 89,14%  |
| Chipre                          | 668 493       | 74,61%  |
| Macao                           | 615 180       | 89,60%  |
| Guinea-Bisáu                    | 529 954       | 25,72%  |
| Namibia                         | 513 856       | 20,31%  |
| Guyana                          | 485 218       | 60,31%  |
| Luxemburgo                      | 481 462       | 75,31%  |
| Malta                           | 477 301       | 90,61%  |
| Gambia                          | 449 464       | 18,07%  |
| Brunéi                          | 444 293       | 100,63% |
| Suazilandia                     | 410 506       | 34,43%  |
| Comoras                         | 409 094       | 49,79%  |
| Maldivas                        | 398 958       | 76,51%  |
| Cabo Verde                      | 355 522       | 60,47%  |
| Papúa Nueva Guinea              | 339 482       | 3,41%   |
| Islandia                        | 309 770       | 84,00%  |

## Continentes afectados

Casos confirmados en la ciudad de Wuhan, República Popular China, 2019-2020.
Casos confirmados en la República Popular China, 2019-2020.
Casos confirmados en el mundo, 2019-2020.

### Asia
El primer caso de la pandemia de COVID-19 en Asia y en el mundo se detectó en Wuhan, Hubei el 17 de noviembre de 2019 y finalmente se extendió al resto de China. Desde entonces se ha extendido a varios países del continente asiático, a excepción de algunos territorios que han evitado el brote debido a su ubicación geográfica o, al control de información y censura por parte de regímenes autoritarios. Un estado soberano de Asia (Turkmenistán) aún no ha informado oficialmente de un caso activo. Sin embargo, medios independientes y algunos organismos informan la presencia del COVID-19 en Turkmenistán. Los países con el mayor número de casos confirmados de coronavirus son: China,
India, Corea del Sur, Rusia, Turquía, Vietnam y Japón.

### Europa
La pandemia de COVID-19 en Europa es parte de la pandemia de COVID-19 provocada por el coronavirus SARS-CoV-2. El primer caso de COVID-19 en Europa se detectó el 25 de enero en Francia: un hombre de 80 años procedente de la provincia de Hubei, que luego falleció el 15 de febrero. El 14 de febrero murió un turista chino en París, en la que se creyó se trataba de la primera muerte por COVID-19 fuera de Asia pero posteriormente se descubrió que un hombre fallecido en la ciudad española de Valencia el 13 de febrero también estaba infectado de coronavirus, que había contraído en Nepal.
Los casos iniciales se informaron en Francia, Alemania y otros países con un número relativamente bajo de casos. El 21 de febrero, se informó un gran brote en Italia, principalmente en el norte, cerca de Milán. Los casos crecieron rápidamente y el 13 de marzo de 2020 la Organización Mundial de la Salud declaró a Europa el nuevo epicentro del virus después de que la situación mejorara en China. Desde esa fecha, el número de casos en cada país europeo se ha duplicado en períodos de entre dos y cuatro días.
A partir del 17 de marzo de 2020, todos los países de Europa han informado al menos un caso de COVID-19 (siendo Montenegro el último en hacerlo), seguidos por la Isla de Man el 19 de marzo, el Estado con reconocimiento limitado de Transnistria el 21 de marzo. Más de 50 países han informado al menos una muerte. Supone el segundo continente más afectado del mundo por la pandemia habiendo superado 2.5 millones de casos confirmados y más de 190 000 muertes.

### América
La pandemia de COVID-19 en América inició con la detección del primer caso de esta enfermedad el 21 de enero de 2020 en los Estados Unidos, un hombre de aproximadamente 30 años, originario del estado de Washington, que había viajado recientemente a China.
Se notificaron casos en todos los países de América del Norte, América Central y por último el Caribe después de que Bonaire confirmara un caso el 18 de abril del 2020. El coronavirus se informó por primera vez en América del Sur el 26 de febrero de 2020 cuando Brasil confirmó un caso en São Paulo. Desde entonces, los gobiernos de toda la región tomaron una serie de medidas para proteger a sus ciudadanos y contener la propagación de COVID-19. Todos los países sudamericanos, incluyendo al departamento de ultramar francés de Guayana Francesa y las Islas Malvinas reportaron presencia de coronavirus dentro de sus fronteras.

### África
El primer caso de la pandemia de COVID-19 en África se confirmó el 14 de febrero de 2020 en Egipto, En África subsahariana el primer caso fue confirmado en Nigeria. La mayoría de los casos importados identificados han llegado de Europa y los Estados Unidos, a diferencia de otros continentes en los que provenían de China. Varios países africanos tienen sistemas de salud poco desarrollados, por lo que se estima que puede existir subestimación en los casos reportados. África representa el 17% de la población mundial, pero, a octubre de 2020, solo un 3,5% de las muertes por COVID-19 comunicadas.
La propagación de COVID-19 en África ha generado alarma debido a que muchos de los sistemas de salud en el continente son inadecuados, tienen problemas como falta de equipo, falta de fondos, capacitación insuficiente de los trabajadores de la salud y transmisión de datos ineficiente. 
Se temía que la pandemia pudiera ser difícil de mantener bajo control en África y podría causar enormes problemas económicos si se extendía ampliamente. Hacia mitad de abril de 2020, el suministro de ventiladores era bajo en gran parte de África: 41 países tienen solo 2000 ventiladores entre ellos, y diez países no tienen ventiladores en absoluto. Incluso los suministros básicos como el agua y el jabón están sujetos a escasez en algunas partes del continente.

## Prevención

### Medidas básicas
Las medidas básicas para prevenir la transmisión de la enfermedad incluyen: lavarse las manos con agua y jabón, llevar mascarillas, el distanciamiento social, no tocarse los ojos, la nariz ni la boca con las manos sin lavar, y toser y estornudar en un pañuelo desechable o en el pliegue del brazo.

### Mascarillas

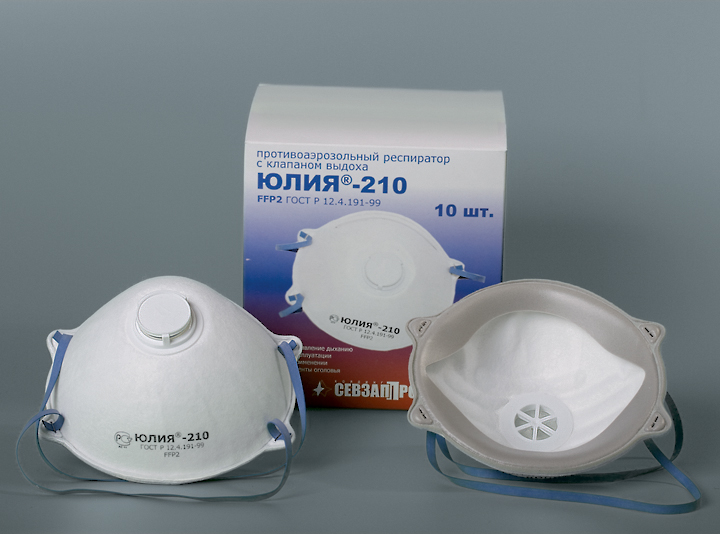
Mascarillas con válvulas de salida. Esas válvulas expulsan el aire sin filtrar, pudiendo transmitir el virus.

Muchos países, gobiernos, y asociaciones como la CDC y la OMS, recomiendan usar mascarillas o coberturas faciales de tela quirúrgica, especialmente en lugares públicos donde haya mayor riesgo de transmisión y donde las medidas de distanciamiento social sean difíciles de mantener. Esta recomendación busca reducir la propagación de la enfermedad entre personas con síntomas y sin síntomas, y es complementaria a otras medidas preventivas como el distanciamiento social. Utilizar cubiertas faciales limita el volumen y la distancia de viaje de las gotitas que se dispersan al hablar, respirar y toser.
Las mascarillas se recomiendan, más a quienes puedan haber sido infectados, y a los cercanos a alguien que pueda tener la enfermedad. Y se recomienda a los profesionales de la salud que interactúan directamente con pacientes con COVID-19 que utilicen mascarillas que sean al menos tan protectoras como la mascarilla N95, o las certificadas por NIOSH u otro organismo equivalente, además de que usen otros complementos de protección personal.Cuando no se usa máscarilla, el CDC recomienda cubrirse la boca y la nariz con un pañuelo al toser o estornudar, o con la parte interna del codo si no se dispone de pañuelo. Se recomienda la higiene adecuada de las manos después de toser o estornudar.Hay mascarillas que llevan alguna válvula de exhalación (es decir, de salida) para expulsar el aire de la respiración sin filtrar. Por ello, si su portador estuviese infectado (y puede estarlo sin saberlo), transmitiría el virus a través de la válvula, incluso estando la mascarilla certificada. Así que las mascarillas con válvula de salida no están recomendadas para controlar la pandemia.[cita requerida]

### Vacunas
Las vacunas contra la COVID-19 comprenden al conjunto de vacunas que tratan de prevenir la enfermedad provocada por el SARS-CoV-2, virus responsable de la pandemia de coronavirus entre diciembre de 2019 y mayo de 2023.  Las vacunas fueron presentadas por los medios como «muy efectivas» para evitar la infección y la propagación de los contagios.  Sin embargo, los estudios médicos muestran que, si bien la vacuna disminuye la probabilidad y severidad de la infección, los vacunados pueden contagiar el virus, incluyendo a otros vacunados. Debido a la alta frecuencia con que muta el virus SARS-CoV-2, la eficacia de las vacunas decrece rápidamente con el tiempo. Para contrarrestar este efecto, los fabricantes propusieron la inyección de dosis de refuerzo regulares y desarrollaron vacunas basadas en variantes más recientes.
En 2020 se lanzó una carrera entre diversas empresas farmacéuticas y centros de investigación para producir vacunas que pusiesen fin a la pandemia. Para febrero de 2021, diez vacunas habían sido autorizadas para uso público por al menos una autoridad reguladora competente. Además, había unas 70 vacunas candidatas en investigación clínica, de las cuales 17 en ensayos de fase I, 23 en ensayos de fase I-II, 6 en ensayos de fase II y 20 en ensayos de fase III. Las vacunas contra la COVID-19, se pueden clasificar según el vector que utilizan para introducir el material del SARS-CoV-2. El vector puede ser una versión inactivada del propio coronavirus, otro virus (generalmente un adenovirus) al que se le ha insertado ARN del SARS-CoV-2, o bien ARN mensajero solo. 
Las vacunas que se encuentran en uso en la actualidad son las: 
- Vacunas de ARN mensajero: el tozinamerán de Pfizer-BioNTech y el elasomerán de Moderna.
- Vacunas de coronavirus inactivado: BBIBP-CorV/Vero Cell de Sinopharm, Covaxin de Bharat Biotech, CoronaVac de Sinovac Biotech y WIBP-CorV de Sinopharm.
- Vacunas de otros vectores virales: Sputnik V del Instituto Gamaleya, Covishield/Vaxzevria de Oxford-AstraZeneca, Convidecia/PakVak de CanSino Biologics y Jcovden de Janssen-J&J.
- Vacunas de subunidades o vacuna de antígenos peptídicos: EpiVacCorona del Instituto Vector, Abdala del Centro de Ingeniería Genética y Biotecnología de Cuba y Soberana 02 del Instituto Finlay de Vacunas.

No es posible comparar directamente estas vacunas entre sí porque las características de los respectivos estudios son distintas, pero, en general, todas las vacunas incluidas en la lista OMS de uso en emergencias son muy eficaces para prevenir los cuadros clínicos graves y la hospitalización por COVID‑19.

Las diferentes vacunas precisan de diferentes temperaturas de conservación. Mientras que las vacunas de adenovirus o coronavirus inactivados se conservan en refrigeradores, las de ARN mensajero requieren congeladores a -20 °C (Moderna) o incluso a -80 °C (Pfizer), lo cual complica su distribución. En 2021, debido a la capacidad de producción inicialmente limitada de los fabricantes de vacunas, los gobiernos de estados compitieron entre sí por acaparar vacunas y tuvieron que implementar planes de distribución por etapas que daban prioridad a la población de riesgo, como los ancianos, y a las personas con alto grado de exposición y transmisión, como los trabajadores sanitarios. El desarrollo de vacunas se convirtió en una prioridad nacional para la administración Trump, que aceleró el desarrollo de vacunas por sus empresas (Operación Warp Speed) mientras lanzaba una campaña encubierta de desinformación contra la vacuna china CoronaVac. Para finales de 2022, la expansión de la capacidad de producción industrial y la caída de la demanda llevaron por el contrario a disputas para deshacerse de lotes de vacunas.
Hasta diciembre de 2020, los países habían comprado por adelantado más de 10 mil millones de dosis de vacunas; de ellas, aproximadamente, la mitad habían sido adquiridas por países de ingresos altos que representaban el 14% de la población mundial. En el consejo del Acuerdo sobre los ADPIC, que regula la propiedad intelectual y patentes dentro de la OMC, la India y Sudáfrica presentaron, en octubre de 2020, una propuesta para la suspensión temporal — mientras dure la pandemia — de los medicamentos, vacunas e instrumentación médica de uso en el tratamiento contra la COVID-19. A esta propuesta se opusieron principalmente los países ricos, entre ellos Estados miembros de la Unión Europea, los Estados Unidos, el Reino Unido y Brasil. En mayo de 2021, la propuesta alcanzó el apoyo de más de cien países, y el 5 de mayo los Estados Unidos dieron la sorpresa al anunciar que apoyaban la propuesta de suspensión de patentes, si bien solo en relación con la vacunas.
Para el 6 de enero de 2022, se habían administrado 9 370 millones de dosis de las vacunas contra la COVID-19, distribuidas entre el 59% de la población mundial. Los gobiernos de varios países decretaron la obligación de vacunar a toda o parte de la población, o impusieron restricciones y discriminaciones a las personas no vacunadas, lo cual generó movimientos de protesta. La vacuna de Pfizer-BioNTech batió el récord de ventas de un medicamento, con casi 70.000 millones de euros ingresados entre 2021 y 2022, mientras que Moderna vendió vacunas por valor de más de 34.000 millones en el mismo periodo.

### Tras vacunarse
Cuando alguien ha sido vacunado contra la COVID (ha recibido todas las dosis necesarias de la vacuna, y ha pasado un tiempo establecido), todavía es posible transmitir la enfermedad, aunque las posibilidades son bastante reducidas. Además, las vacunas, como cualquier otro medicamento, no son eficaces en el 100% de personas a las que se les administra.[cita requerida] Así que se recomienda que la población siga tomando medidas preventivas (lavarse las manos con jabón, usar mascarilla, mantener la distancia social, etc.) para evitar los contagios, especialmente hacia gente vulnerable. Las precauciones acabarían cuando los peligros de la pandemia estén oficialmente terminados.[cita requerida]

## Tratamiento
Varios tratamientos contra el COVID-19 están actualmente en desarrollo.

## Desinformación
Después del brote inicial de la enfermedad del coronavirus 2019 (COVID-19), surgieron teorías de conspiración y desinformación con respecto al origen, la escala, la prevención, el tratamiento y otros aspectos de la enfermedad. La desinformación se difundió a través de las redes sociales, mensajes de texto, así como los medios estatales de algunos países.
La información médica errónea sobre formas de prevenir, tratar y autodiagnosticar la enfermedad por coronavirus ha circulado en las redes sociales. Algunas de las falsedades comunicadas son estafas comerciales que ofrecen pruebas en el hogar, supuestos preventivos y curas "milagrosas". La Organización Mundial de la Salud ha declarado una "epidemia de información falsa" de información incorrecta sobre el virus, lo que plantea riesgos para la salud mundial.
Algunas piezas de desinformación afirmaban que el virus era un arma biológica con una vacuna patentada, un esquema de control de la población o el resultado de una operación de espionaje. Algunas de estas teorías de desinformación y conspiración pueden tener participación estatal. Algunos líderes mundiales también han minimizado la amenaza del virus y han difundido información errónea.

### Negacionismo
El negacionismo del COVID-19 es la creencia de que la enfermedad infecciosa COVID-19 (causada por el virus SARS-CoV-2) y la pandemia que esta ha provocado en 2019 no son reales, o que el virus fue creado y liberado deliberadamente, o que los medios exageraron sobre su gravedad. 

## Controversias

### Taiwán
En abril de 2020 el gobierno de Taiwán hizo público un correo electrónico que había enviado a la OMS el 31 de diciembre de 2019 diciendo que habían detectado en su territorio siete personas infectadas con una enfermedad similar al SARS y solicitando información sobre un posible brote en Wuhan. Al no recibir respuesta de la OMS, el gobierno de Taiwán lo achacó bien a un encubrimiento por parte del gobierno chino de Pekín bien a un «incumplimiento del deber» de la OMS.

### Alegaciones de intromisión de China
Las declaraciones emitidas por Xi Jinping el 3 de febrero, indicó la necesidad de un énfasis por parte de los medios estatales en «contar las historias conmovedoras de cómo [las personas] en la línea del frente están previniendo y luchando contra el virus» como una prioridad de cobertura, mientras que el alto funcionario Zhang Xiaoguo dijo que su departamento «trataría la propaganda con respecto a las medidas de control y prevención del virus como su máxima prioridad». Por ejemplo, se ha observado que las organizaciones de medios estatales People's Daily y Global Times, junto con el subdirector de información Zhao Lijian del Ministerio de Relaciones Exteriores, publican elogios efusivos sobre la respuesta de Beijing a la epidemia, como una amplia cobertura de la construcción acelerada de los nuevos hospitales en Wuhan (que Zhao afirmó se completó en 16 horas), la cuarentena de Wuhan con su población de 11 millones y la cuarentena «sin precedentes de la provincia de Hubei». Aunque tales esfuerzos tuvieron un efecto cuestionable sobre la epidemia, ya que los nuevos hospitales estaban operando a menos de la mitad de su capacidad debido a la escasez de camas y recursos médicos, mientras que el cierre de Wuhan llegó demasiado tarde para ser efectivo cuando millones se habían ido, el Financial Times y otros señalaron que tales acciones ampliamente publicitadas fueron un «golpe de Estado de relaciones públicas» que mostraba que el «gobierno dominante y centralizado» de China era particularmente adecuado para lidiar con el brote, creando la impresión de que Beijing intervino directamente a pedido de Xi Jinping.
Los observadores han advertido que si bien «la admiración de los trabajadores médicos de primera línea es generalizada y sincera», los medios estatales también deberían destacar la realidad de que muchos de esos trabajadores «carecen de equipo de protección» y que más de 3000 han sido infectados desde el brote y que la atención de los medios puede brindarles apoyo público para obtener algunos equipos muy necesarios. El New York Times ha señalado que tales intentos de propaganda del gobierno para controlar la narrativa se han visto con desconfianza entre los individuos más jóvenes, quienes, a diferencia de las personas mayores, dependen menos de los medios estatales y en su lugar han buscado «información de primera mano y estudios en los medios de comunicación profundos sobre la epidemia en la web», lo que sugiere que el gobierno central no estaba en contacto con la población más joven.
John Mackenzie, miembro del comité de emergencia de la Organización Mundial de la Salud, criticó a China por ser demasiado lenta para compartir todos los casos infectados, especialmente durante las principales reuniones políticas en Wuhan después de que Tedros Adhanom elogió a China por ayudar a «prevenir la propagación del coronavirus a otros países». El presidente de los Estados Unidos, Donald Trump, dijo que China era «muy reservada y desafortunada» con respecto a la información sobre la pandemia. Yanzhong Huang, un experto en salud de la Universidad de Seton Hall, dijo que China podría haber sido más contundente y que hubo «un encubrimiento de inacción».
La comunidad de inteligencia de Estados Unidos dice que China redujo intencionalmente su número reportado de casos de coronavirus. Medios como Político, Foreign Policy y Bloomberg han afirmado que los esfuerzos de China para enviar ayuda a los países afectados por el virus es parte de un impulso de propaganda por la influencia global. El jefe de política exterior de la UE, Josep Borrell, advirtió que existe «un componente geopolítico que incluye una lucha por la influencia a través del hilado y la política de generosidad». Borrell también dijo que "China está presionando agresivamente el mensaje de que, a diferencia de Estados Unidos, es un socio responsable y confiable”.
El escritor estadounidense Gordon G. Chang describió la entrevista de Bruce Aylward, sobre la negación a responder preguntas sobre Taiwán, como emblemática de la influencia de China sobre las organizaciones internacionales. El 2 de abril, The Globe and Mail mencionó la entrevista de Aylward, como un ejemplo de la «deferencia sorprendente» de la alta dirección de la OMS hacia China, señalando que la contribución financiera china a la OMS es minúscula en relación con la de los Estados Unidos. En febrero de 2020, Aylward dirigió una delegación de la OMS a Wuhan por la crisis del coronavirus. El personal chino en la delegación de Aylward ascendió a 12 de un total de 25, y se informó que pudieron manipular el lenguaje utilizado en el informe final de la delegación. Más tarde, uno de los delegados declaró que el equipo «quería llamarlo un patógeno peligroso», y sentían que la palabra «peligroso» podría estar vinculada al bioterrorismo. El informe final se refiere al coronavirus como «un nuevo patógeno que es altamente contagioso, puede propagarse rápidamente y debe considerarse capaz de causar enormes impactos en la salud, la economía y la sociedad».

## Impacto

### Sanitario

#### Saturación de los sistemas de salud
El colapso sanitario de 2020 es el desbordamiento acaecido en los sistemas hospitalarios de diversos países del mundo a raíz de la pandemia de COVID-19. El virus ha puesto tales sistemas al límite, provocando que se vieran sobrepasados y paralizados, especialmente por insuficiencia de la infraestructura, el personal y los medios necesarios para afrontar las circunstancias epidemiológicas. La misma Organización Mundial de la Salud informó de que las muertes por enfermedades tratables pueden «aumentar drásticamente», el colapso también afecto a otros campos como la sobrepoblación en campo santos y la saturación de los servicios funerarios.

#### Salud mental
Un estudio alemán afirmó que las mujeres que teletrabajan dedicaban tres horas más al cuidado de sus hijos que las que trabajaban de forma presencialmente. Sin embargo, los resultados en los hombres eran muy diferentes, pues aunque trabajasen desde casa dedicaban más tiempo al trabajo. Especialistas apuntan a que esta tendencia se debe a que nuestra sociedad sigue asociando a las mujeres a las labores de cuidados, aunque sea de forma inconsciente. 
Tradicionalmente, las mujeres siempre se han encargado de cuidar a los hijos e hijas. Paradójicamente, desde el inicio de la pandemia esta situación de desigualdad se ha agravado aún más ya que varios estudios, como el del British Social Attitude Survey,  demuestran que las mujeres que trabajan desde casa se ocupan más del cuidado de los niños que las que trabajan fuera. Esto implica mucha responsabilidad ya que están a cargo de su salud mental y la de todos los convivientes.

#### Impacto sobre otras enfermedades
Al propagarse la pandemia por el hemisferio norte, la epidemia anual del gripe terminó abruptamente. En el hemisferio sur, prácticamente no hubo epidemia de gripe en 2020, durante el invierno austral (junio-septiembre). También se ha observado una fuerte disminución de casos de infección por virus sincitial respiratorio. No están claras las causas, pero se atribuyó a la disminución del tráfico internacional de pasajeros, al uso de mascarillas y a las medidas de distanciación social.
Las restricciones impuestas en hospitales y sistemas de atención sanitaria a raíz del covid-19 hicieron que se dejasen de diagnosticar muchos casos de otras enfermedades. Esto produjo un aumento a medio plazo de los fallecimientos por otras causas. Por ejemplo, la OMS estima que medio millón de personas murió de tuberculosis por culpa de las restricciones contra el covid.

### Socioeconómico
El impacto socioeconómico de la pandemia de COVID-19 es una grave crisis mundial que inició a principios del año 2020, primeramente en China, y luego en todo el mundo, causado principalmente por la expansión de la enfermedad COVID-19. La pandemia de COVID-19 provocó, entre otras cosas, un impacto socioeconómico a nivel global. La alta circulación viral y rapidez de propagación del virus, así como las medidas impuestas por los Gobiernos con el fin de controlar la enfermedad para evitar un colapso sanitario, ha afectado severamente a la economía de los países, así como al estilo de vida de sus ciudadanos. Se ha dado lo que se conoce como "Exceso de mortalidad" en varios países del mundo debido a la COVID-19.
Esta crisis, a veces llamada el Gran Encierro, el Gran Confinamiento, la Coronacrisis o la crisis económica por coronavirus, ha causado la mayor recesión mundial de la historia. Esta crisis ha causado la caída del mercado de valores de 2020, un fuerte aumento del desempleo, el colapso de la industria del turismo, el colapso de la industria hotelera, el colapso de la industria de la aviación, el colapso del precio del petróleo, el colapso de pequeñas empresas, la desestabilización y colapso de la industria energética, el aumento de la deuda pública, el aumento de la desigualdad económica entre ricos y pobres, el cierre masivo de escuelas, el aumento de la desigualdad de aprendizaje educativo entre ricos y pobres, una gran desaceleración de la actividad del consumidor, una crisis de liquidez del mercado, la suspensión masiva de eventos culturales, artísticos, deportivos, religiosos, políticos, entretenimientos, entre otros eventos; así como grandes protestas y disturbios alrededor del mundo.
Durante los primeros meses, cuando la epidemia se limitaba casi exclusivamente a China, se produjo escasez generalizada de productos farmacéuticos, electrónicos y otros productos manufacturados debido a la paralización de numerosas fábricas en China. En ciertas localidades (en particular en Italia y Hong Kong) se observaron compras de pánico y la consiguiente escasez de comida y otros artículos esenciales de abastecimiento. La caída de la demanda de materias primas por el parón de actividad en China primero y luego en el resto del mundo llevó a fuertes caídas de precios, en particular del petróleo, lo cual perjudicó a los países y empresas productores. El miedo de los inversores les llevó a refugiar su dinero en valores considerados seguros, en particular la deuda pública de los países percibidos como más solventes. De manera colectiva, los empleos destruidos representan más de una cuarta parte de todos los puestos de trabajo en estas economías. A medida que las empresas pierden ingresos, el desempleo aumenta considerablemente, lo que transforma una perturbación en la oferta sobre una perturbación en la demanda aún más extensa para la economía.
Los mercados bursátiles mundiales empezaron a caer fuertemente el 24 de febrero de 2020 debido al aumento significativo en el número de casos de COVID-19 fuera de China continental. Para el 28 de febrero de 2020, los mercados bursátiles de todo el mundo acumulaban los mayores descensos de una semana desde la crisis financiera de 2008. Algunos comentaristas llamaron a esta caída un «cisne negro», si bien el inventor del concepto de cisne negro no está de acuerdo con la etiqueta porque considera que una pandemia como la de COVID-19 era altamente probable.  Las fuertes caídas prosiguieron las semanas siguientes, con fuertes bajadas el 9 de marzo y el 12 de marzo. 
A mediados de marzo la gravedad de la crisis obligó a intervenir a los gobiernos y a los bancos centrales de muchos países, a través de la política monetaria y la fiscal para evitar el colapso de la economía Los mercados bursátiles rebotaron rápidamente debido a la intervención de los bancos centrales de las principales potencias financieras, que inundaron de liquidez el sistema y redujeron fuertemente los tipos de interés. El índice estadounidense S&P500 recuperó su valor anterior a la pandemia en junio y en noviembre se batió el récord de subida mensual en las principales bolsas del mundo. Además de las acciones, también subieron fuertemente otros activos como el oro y las criptomonedas. Los mercados de Estados Unidos y de Alemania terminaron el año en máximos históricos, mientras que los de otros países como el Reino Unido y España cerraron 2020 con fuertes pérdidas. Las principales fortunas del mundo vieron aumentar su patrimonio alrededor de un 24% a lo largo del año.

#### Mercado de valores
El colapso del mercado de valores de 2020 fue un colapso global del mercado de valores que ocurrió entre febrero y abril de 2020, durante el inicio de la pandemia de coronavirus de 2020.
El promedio industrial Dow Jones, el índice S&P 500 y el NASDAQ-100 cayeron en una corrección el 27 de febrero durante una de las peores semanas de negociación desde la crisis financiera de 2007-08. Los mercados durante la semana siguiente (del 2 al 6 de marzo) se volvieron extremadamente volátiles, con oscilaciones del 3 % o más por sesión diaria (excepto el 6 de marzo). El 9 de marzo, los tres índices de Wall Street cayeron más del 7 % y la mayoría de los mercados mundiales reportaron severas contracciones, principalmente en respuesta a la guerra de precios del petróleo entre Rusia y Arabia Saudí. Esto se conoció coloquialmente como Lunes Negro (Black Monday en inglés), y fue la peor caída desde la Gran Recesión en 2008. Tres días después del Black Monday hubo otra caída, Jueves Negro (Black Thursday en inglés), donde las acciones en Europa y América del Norte cayeron más del 9 %. Wall Street experimentó su mayor caída porcentual en un solo día desde el Lunes Negro de 1987, y el FTSE MIB cayó casi un 17 %, convirtiéndose en el mercado más afectado durante el Jueves Negro.

#### Aviación
La pandemia de COVID-19 ha tenido un impacto significativo en la industria de la aviación debido a las restricciones de viaje resultantes así como por la reducción de la demanda de vuelos. Lo anterior ha ocasionado que los aviones vuelen vacíos entre aeropuertos, se hayan cancelado vuelos, se hayan cerrado aeropuertos y que la gran mayoría de aviones se encuentren en tierra. Las aerolíneas han jugado un papel directo en la forma en que la enfermedad COVID-19 se propagado alrededor del mundo.

#### Transporte
La pandemia de COVID-19 ha tenido un impacto significativo en el transporte público. El uso del transporte público también ha ayudado a propagar mayormente la COVID-19. No obstante, las empresas de los diferentes medios de transporte, ya sea por disposiciones legales o por iniciativa propia, han tomado medidas a fin de evitar al máximo los contagios, limitando el aforo por asientos o metro cuadrado, además de realizar desinfecciones periódicas con elementos como radiación ultravioleta (UV), generadores de ozono y oxígeno activo, además de la utilización de sustancias químicas que debilitan o destruyen al virus.

#### Desigualdad de género
Diversos estudios han señalado cómo el comienzo de la pandemia de la COVID-19 ha aumentado las desigualdades de género, un hecho que ha afectado al papel de la mujer en todos los ámbitos.
En el mundo laboral, debido al estigma social de que las labores no remuneradas deben recaer sobre las mujeres, estas se han visto obligadas a combinar el teletrabajo con el desarrollo de las tareas domésticas y los cuidados de personas dependientes, lo que ha incrementado el número de horas de trabajo en sus jornadas laborales. Además, muchas mujeres trabajan en lo que se conoce como economía sumergida y, a consecuencia de las medidas de prevención, han perdido sus puestos de trabajo y no pueden recibir las ayudas estatales.
Por otro lado, muchas mujeres y niñas víctimas del maltrato han tenido que convivir con sus agresores físicos, emocionales y sexuales. Esto se debe sobre todo a la dependencia económica y a las dificultades para denunciar que han provocado e incrementado las nuevas medidas de confinamiento y aislamiento social. Los estudios del Centro de Investigaciones y Estudios de Género en México reflejan que la violencia de género, en pareja y en el ámbito familiar, se vio incrementada durante la pandemia y el confinamiento de 2020 en la Ciudad de México, según las cifras registradas en la base de datos de la compañía telefónica de Locatel y en relación con las llamadas realizadas a “Línea Mujeres”. El segundo trimestre fue el más significativo en cuanto a la violencia de género, inferior a la violencia familiar que se había estado registrando en el primer trimestre. Sin embargo, el número total de llamadas es superior al de los otros tres trimestres. Y aunque los datos mejoran en el tercer y cuarto trimestre, sigue sin haber una disminución considerable en la violencia hacia las mujeres. Las llamadas al 911 también reflejan la violencia de género durante la crisis sanitaria y revelan que el tercer trimestre fue sin duda, el más significativo, aunque existe una disminución en el cuarto trimestre.
En el ámbito académico, las mujeres también han sufrido bastantes dificultades. Según algunos artículos, la pandemia ha agrandado la brecha ya de por sí latente en la sociedad, debido a que las responsabilidades familiares de los docentes han aumentado en casa. Las mujeres docentes, de esta forma, se están viendo más afectadas que los hombres debido a los roles de género que históricamente a ambos se les ha impuesto dentro de la estructura familiar tradicional. En una encuesta, más del 50% de las mujeres con responsabilidades familiares respondieron que se encargaban ellas solas de la enseñanza de sus hijos o de ayudar a algún familiar con dependencia, mientras que en el caso de los hombres solo el 8% afirmaban que en su casa ocurriera este hecho. Además, muchas mujeres, dentro del ámbito académico, denuncian haber trabajado más horas (al menos 50 horas a la semana, mientras que las remuneradas son solamente 35) de las que tenían por contrato y que, a pesar de este aumento de las horas, sus horas disponibles para la investigación se han visto reducidas, aunque, en teoría, estas deberían consistir el 50%.
El aumento de la utilización de internet ha causado un incremento de la violencia digital, y en especial de la violencia de género digital. Además de prácticas como la conocida como «zoombombing», mujeres y niñas sufren constantemente acoso, amenazas, ataques sexistas de troles y otras clases de violencia de género en plataformas de juegos y salas de chat. También se dan actos similares de violencia contra niños u hombres, pero la brecha digital existente entre hombres y mujeres (según varios estudios, hay menos mujeres con acceso a internet, además de que suelen tener peores competencias tecnológicas) causa que la violencia se dé mayormente contra las chicas.
También favorece que la mayoría de la Industria Digital es dirigida por hombres, al ocupar las mujeres solo un 23%.

##### República Dominicana

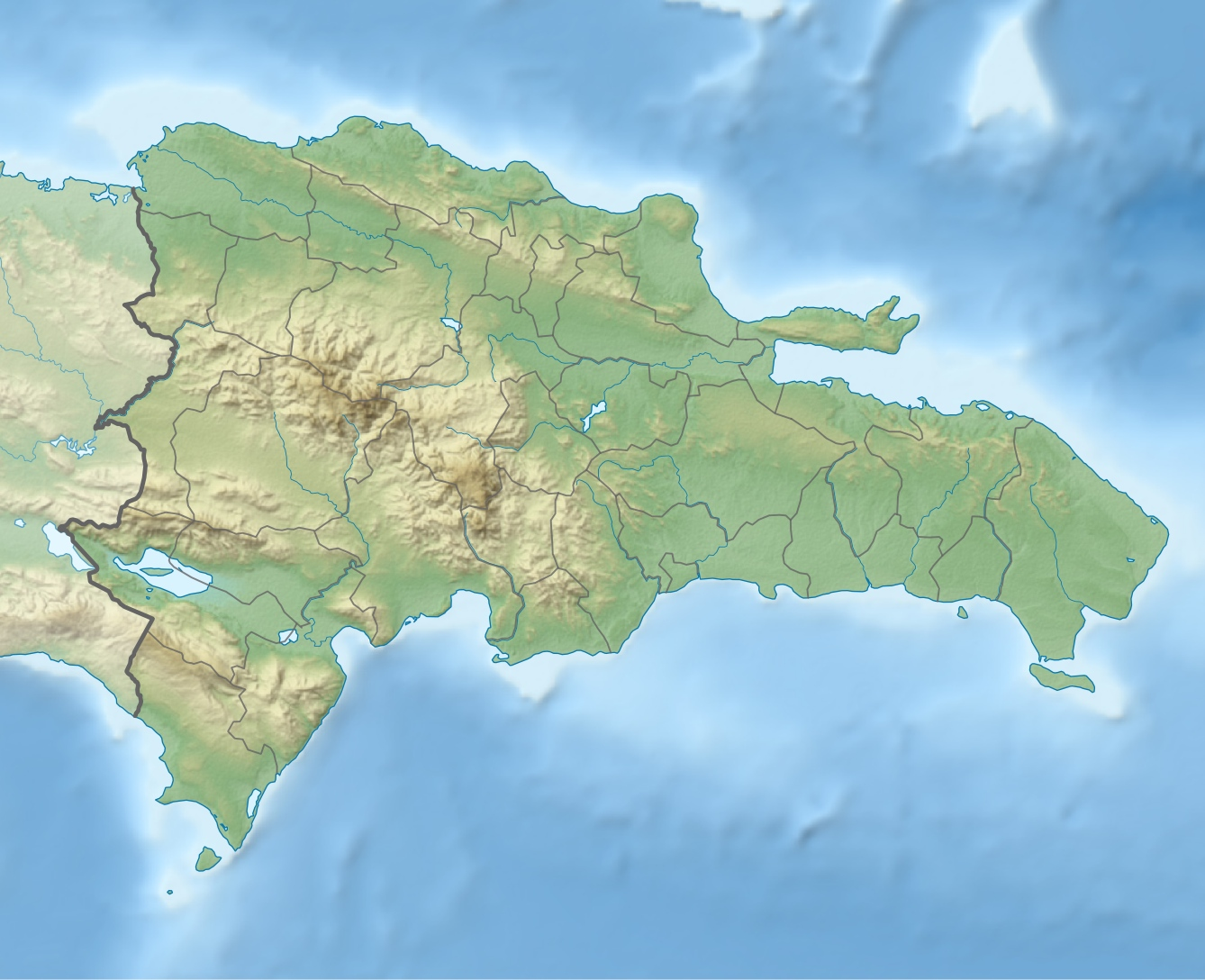
Mapa de Santo Domingo (República Dominicana)

República Dominicana, presenta un nivel de desigualdad muy elevado, que afecta principalmente a mujeres y migrantes, o descendientes de migrantes de origen haitiano.
En un periodo donde las medidas impuestas instan a quedarse en casa, la población dominicana no solo tiene que hacer frente a que no todas las viviendas están correctamente acondicionadas (aproximadamente la mitad de los hogares no cuentan con agua potable), sino que la violencia de género, que en años anteriores presentaba unos datos realmente alarmantes, podría incrementarse. Solo en el periodo de entre enero y septiembre de 2020, 43 mujeres fueron asesinadas por violencia de género (Observatorio de Seguridad Ciudadana, 2020).
La pandemia también ha afectado al entorno de trabajo de las mujeres dominicanas. Por un lado, las medidas de prevención social provocaron el despido de más de 250 mil empleadas del sector de las empleadas del hogar. Por otro lado, la situación actual también ha evidenciado otro gran problema, el elevado número de mujeres que trabajan en la denominada economía sumergida y las consecuencias que esto conlleva (aproximadamente uno de cada dos trabajadores en estas situación en Latinoamérica y el Caribe son mujeres). A su vez, pese a que el sector de cuidados desempeña un papel importante en la sociedad, en torno al 80% de los empleados de este ámbito en América Latina son mujeres no remuneradas. Esto provoca que muchas no tengan derecho a recibir las ayudas económicas del Gobierno dominicano, tras ser despedidas.

##### España
España es uno de los países europeos que más se ha visto afectado por la pandemia de COVID-19. Esta crisis sanitaria ha evidenciado algunos problemas en materia de igualdad de género, que existen en este país, sobre todo en el ámbito laboral y en especial en el sector de cuidados.
En primer lugar, la mayoría de trabajadores de este sector son mujeres que, en muchas ocasiones, tienen trabajos mal remunerados o que incluso forman parte de la economía sumergida. Según la Organización Internacional del Trabajo (OIT), las mujeres no solo dedican de media tres veces más de tiempo al trabajo de cuidados que los hombres, sino que también son las que realizan más del 75% de los trabajos de cuidados no remunerados (Organización Internacional del Trabajo, 2018). Tanto en este último caso como en el de aquellas que trabajan en la economía sumergida, la crisis sanitaria causada por el coronavirus ha provocado que muchas pierdan sus puestos de trabajos, tal y como ha sucedido en la mayoría de los países. A su vez, en estos dos casos, no pueden percibir las ayudas de protección social y económica que ofrece el Gobierno español para paliar los efectos del coronavirus.
Paralelamente, cabe destacar la elevada presencia de mujeres en el ámbito sanitario, lo que ha supuesto que aproximadamente el 75% de todo el personal sanitario contagiado en España sean mujeres.

### Educación
La pandemia de COVID-19 afectó a los sistemas educativos en todo el mundo. Casi la totalidad de instituciones educativas de todos los niveles cancelaron sus actividades presenciales, en cumplimiento de las disposiciones adoptadas por las autoridades de los distintos países, tendientes a disminuir la propagación de la pandemia y sus consecuencias fatales.
Según un informe de UNICEF, aproximadamente, 1287 millones de alumnos, alrededor del 90% del total de estudiantes del mundo, fueron afectados por el cierre de las instituciones educativas para inicios de mayo del  2020. Específicamente,182 países continuaban la interrupción total de los servicios de educación y 8 lo hacían parcialmente de modo local en distintas jurisdicciones. Por consiguiente, millones de niños, jóvenes y adultos tuvieron que enfrentarse a una serie de obstáculos  relacionados con su nivel de conocimientos en tecnología de la información y las comunicaciones (TIC) para continuar recibiendo su educación de manera remota.  
Según datos del Instituto Federal de Telecomunicaciones (IFT), compartidos por el Sistema de Información de los Objetivos de Desarrollo Sostenible de México, sólo el 34.4% de la población de los Estados Unidos Mexicanos sabe cómo enviar y recibir un correo electrónico. Las mismas encuestas arrojaron que, únicamente, el 36.3%  crea y edita archivos de texto. Siendo estas dos herramientas las más necesarias para la educación a distancia o en línea en tiempos de COVID-19.
El cierre de escuelas debido a las restricciones de la pandemia de COVID-19, ha evidenciado diversos problemas sociales y económicos, incluida la deuda estudiantil, el aprendizaje digital, la inseguridad alimentaria, la carencia de un lugar permanente para residir, el acceso a servicios de salud, el acceso a internet, los servicios destinados a personas con alguna discapacidad, entre otros. El impacto ha sido especialmente negativo en las niñas y  jóvenes, especialmente aquellas con diversidad funcional o que viven en espacios rurales, pobres o aislados, dado que suelen abandonar los estudios antes para poder dedicarse al trabajo doméstico. Para solucionar los problemas económicos familiares, se vuelven más vulnerables al matrimonio infantil y otras formas de violencia.
En respuesta al cierre de escuelas, la UNESCO recomendó el uso de programas de aprendizaje a distancia y aplicaciones o plataformas educativas abiertas que las escuelas y los maestros puedan utilizar para llegar a los alumnos de forma remota y limitar la interrupción de la educación. Por lo menos 100 países adoptaron alguna forma no presencial o digital, a fin de no interrumpir totalmente la continuidad de los procesos de enseñanza - aprendizaje. Un número similar de países optaron por mantener el cierre de los establecimientos hasta que las tasas de propagación bajaran a límites no riesgosos.

### Internet
El impacto en internet de la pandemia de COVID-19 es un fenómeno producido por el incremento de la transferencia de información por este medio. Se debe a la mayor utilización de servicios en línea, relacionados con el ocio, la enseñanza y el teletrabajo, por parte de los ciudadanos a causa de la cuarentena establecida en numerosos países.

### Sinofobia y sentimiento antiasiático
La sinofobia y sentimiento antiasiático por la pandemia de COVID-19 representa un aumento de prejuicio, xenofobia y racismo contra el pueblo chino, así como otros de Asia Oriental en varias partes del mundo, especialmente en Occidente y entre naciones asiáticas.

### Cuarentena, toque de queda y aislamiento

Países con restricción de desembarque de extranjeros en rojo.

Numerosos gobiernos decretaron cuarentenas, restricciones a la movilidad, cierres de establecimientos y aislamientos con el fin de limitar la expansión de la pandemia de COVID-19.
Cada gobierno nacional o regional adoptó restricciones diferentes y fue modulando su severidad a lo largo del tiempo. Los más extremos impusieron el cierre de todos los establecimientos no esenciales y de todos los medios de transporte, confinando a los ciudadanos en sus hogares salvo para realizar trabajos esenciales y adquirir necesidades básicas (alimentos, medicinas, etc.). 
La primera cuarentena por la pandemia de COVID-19 comenzó el 23 de enero de 2020 en la República Popular China, cuando el gobierno ordenó el encierro de la provincia de Hubei, que incluía a Wuhan, ciudad en donde se detectó por vez primera el virus SARS-CoV-2 que origina la enfermedad.

#### Protestas contra las medidas de inmovilización
Las protestas contra las respuetas tomadas por los gobiernos para frenar la expansión de la pandemia de COVID-19 como la cuarentena, toque de queda y aislamiento fueron manifestaciones, disturbios y saqueos en varias parte del mundo contra las políticas de inmovilización social y sus respectivas consecuencias.
Las protestas más significantes se desarrollaron en América, y Europa. La mayoría han sido esporádicas, aunque reciben el apoyo de algunos grupos políticos de diferentes ideologías. Además de los grupos vulnerables, las protestas también tienen presente el descontento de sanitarios por la ineficacia de sus respectivos gobiernos para garantizarles seguridad y evitar un colapso en los sistemas de salud.

#### Violencia doméstica durante el aislamiento
La violencia doméstica ya constituía una de las violaciones de los derechos humanos más graves, incluso antes de la pandemia por la COVID-19. En el último año, alrededor de 243 millones de mujeres y niñas de todo el mundo han sufrido violencia física o sexual en un ámbito doméstico. Esta cifra se ha agravado con motivo de la crisis sanitaria, causando numerosos efectos negativos en el bienestar de las mujeres y su salud mental, sexual y reproductiva.
Desde el comienzo de la pandemia, los últimos datos e informes oficiales revelan que se han intensificado las llamadas a las líneas de atención de casos de violencia en el hogar. Esto se debe a que el confinamiento enardece la tensión y el estrés generados por la incertidumbre sobre la seguridad, la salud y la economía. Si bien las medidas de contención previenen la propagación del virus, las mujeres y niñas se ven obligadas a convivir con personas que son violentas y quedan aisladas de los recursos que pueden ayudarlas. Por lo tanto, esto desemboca en una situación perfecta para imponer una actitud controladora y violenta en el hogar.
Esta situación, ha recibido el nombre de «pandemia en la sombra» y para frenarla, se necesita un esfuerzo colectivo por parte de todos los países. Al igual que el sistema sanitario está saturado, los refugios y las líneas de atención para las víctimas de violencia doméstica han alcanzado su límite de capacidad, agravándose además por el hecho de haber tenido que adaptar estos lugares para sosegar el colapso hospitalario.
Como consecuencia de esta situación, el número de llamadas a las líneas de asistencia se ha quintuplicado. A pesar de este incremento, menos del 40 % de las mujeres que sufren violencia doméstica recurren a servicios de ayuda o denuncian el delito. De estas mujeres que buscan ayudan, tan solo el 10 % recurren a la policía. Además, las circunstancias actuales dificultan el acceso a teléfonos, líneas de atención y servicios públicos como la policía, la justicia y los servicios sociales, por lo que elevan la vulnerabilidad de las mujeres a la violencia en el ámbito privado en todo el mundo.
La «pandemia en la sombra» ha trascendido el mundo entero. Por ejemplo, en Australia, se registró un aumento de las peticiones de ayuda debido a un repunte de la violencia. En Argentina, Canadá, Francia, Alemania, España, Reino Unido y Estados Unidos, las autoridades notificaron un incremento de las denuncias de violencia en el hogar. Asimismo, las líneas de atención de Chipre y Singapur registraron un repunte de las llamadas de más del 30 %.
En Kazajistán, los centros de ayuda telefónica sufrieron, por primera vez en los últimos años, una disminución de las llamadas durante la primera semana de cuarentena. No obstante, pasada una semana, comenzaron a recibir de 10 a 15 llamadas al día de mujeres víctimas de violencia doméstica. Estas mujeres no se atreven a denunciar sus casos a la policía porque viven aisladas con su agresor y otros familiares. Además, como en Kazajistán la violencia doméstica no se considera un delito, las víctimas saben que, aunque su maltratador fuera detenido, en unas horas estaría de vuelta en casa.
De igual modo, en Sudán del Sur, la situación se agravó considerablemente durante el confinamiento. Las víctimas explican que su situación es aún más peligrosa y no se sienten seguras. Asimismo, debido al confinamiento y al cierre de centros educativos, muchos padres obligan a sus hijas a casarse para no mantenerlas en casa.
Por otro lado, en muchos países, los tribunales no han funcionado durante la cuarentena, por lo que no se admitían denuncias. El aplazamiento de estos casos suele conllevar ciertos riesgos, ya que, durante este periodo, el acusado puede ofrecer sobornos o los documentos pueden traspapelarse, entre otras cosas.
Por todo lo anterior, es necesario intensificar los esfuerzos para hacer frente a la violencia contra las mujeres y que se convierta en una prioridad en las medidas de recuperación y respuesta frente a la COVID-19. El Secretario General de las Naciones Unidas instó a los países a considerar los refugios y las líneas de atención como un servicio esencial.
En septiembre de 2020, 48 países ya habían incluido la prevención y respuesta frente a la violencia doméstica contra mujeres y niñas en sus planes de respuesta a la COVID-19. Además 121 países, han incorporado mecanismos de refuerzo a los servicios prestados a las víctimas de este tipo de violencia. No obstante, estas medidas no son suficientes y urge ampliar los esfuerzos para mejorar la difusión de la disponibilidad de estos servicios.
La pandemia provocada por la COVID-19 no solo es una crisis sanitaria. La conocida como «pandemia en la sombra» es una crisis humana que pone en peligro todo el progreso en los derechos y la igualdad de las mujeres, que se ha conseguido en las últimas décadas.

### Religión
La pandemia de COVID-19 ha impactado en la religión de varias maneras, incluida la cancelación de las celebraciones de diversas religiones, el cierre de las escuelas dominicales, así como la cancelación de peregrinaciones en torno a celebraciones y festivales. Muchas iglesias, sinagogas, mezquitas y templos estaban ofreciendo culto a través de transmisiones en vivo durante de la pandemia.
Las organizaciones religiosas han colaborado a paliar los efectos de la pandemia realizando donaciones económicas, de material sanitario o de alimentos. Se han enviado suministros de desinfección, respiradores purificadores de aire, protectores faciales, guantes, reactivos de detección de ácido nucleico de coronavirus, ventiladores, monitores de pacientes, bombas de jeringa, bombas de infusión y alimentos a las áreas afectadas, e incluso han ofrecido pruebas gratuitas de COVID-19 al público. Surgieron iniciativas para ofrecer escucha psicológica o acompañamiento a personas que se encontraban solas durante la cuarentena. También se pusieron a disposición de las autoridades civiles edificios religiosos para su uso como albergues u hospitales improvisados.

### Cultura

#### Eventos
Varios eventos locales, nacionales e internacionales de todo tipo (conciertos, eventos sociales, deportivos, religiosos, entre varios otros) fueron suspendidos e aplazados a causa de la pandemia. Muchas ligas deportivas profesionales de varios países del mundo, especialmente de Europa y América, han suspendido temporalmente o por un plazo determinado, el desarrollo de los juegos. Así mismo, el Festival de la Canción de Eurovisión 2020, por primera vez en su historia, y otros eventos deportivos mundiales como la Eurocopa 2020, la Copa América 2020, la Temporada 2020 de Fórmula 1 y los Juegos Olímpicos de Tokio 2020, fueron cancelados o aplazados a 2021.

#### Cine
La pandemia de COVID-19 ha tenido un impacto sustancial en la industria del cine. En todo el mundo y en diversos grados, los cines y las salas de cine se han cerrado, los festivales se han cancelado o pospuesto, y los estrenos de películas se han trasladado a fechas futuras o se han retrasado indefinidamente. Cuando los cines y las salas de cine cerraron, la taquilla global cayó en miles de millones de dólares, mientras que el streaming se hizo más popular. El stock de las salas de cine cayó dramáticamente. Muchos éxitos de taquilla originalmente programados para ser lanzados entre marzo y diciembre fueron pospuestos o cancelados en todo el mundo, y las producciones cinematográficas también se detuvieron. Se han pronosticado pérdidas masivas en la industria.

#### Teatro
La pandemia de COVID-19 y, en especial, sus medidas de confinamiento han afectado de manera directa en las artes escénicas. Con la parálisis de la economía y el estado de alarma sanitaria los teatros, ateneos, centros cívicos y demás salas de exhibición han cerrado, se han cancelado o pospuesto las ruedas, muestras y festivales, y tanto la iniciativa privada como la asociativa y los teatros públicos han cancelado sus programaciones y estrenos o los han retrasado indefinidamente. Con el cierre de la actividad regular algunas productoras han cedido material a los hospitales y gran número de creadores, actores y bailarines han acudido al mundo digital, en especial a las redes sociales, para respaldar las diversas iniciativas sociales, reivindicar el sector o simplemente aportar nuevo contenido cultural y seguir haciendo arte.

#### Por sexo
La enfermedad COVID-19 afecta a hombres y mujeres por igual, pero el impacto de la pandemia y las tasas de mortalidad varían significativamente en función del sexo. Si atendemos al impacto socioeconómico y sociocultural de la pandemia (cierre de colegios, confinamiento, limitaciones de acceso a los servicios de saludo), podremos observar que la pandemia de COVID-19 ha afectado de manera diferente a los géneros y posiblemente ha exacerbado las desigualdades de género-sexo. 
Las diferencias por sexo se manifiestan desde edades tempranas hasta la adultez. Un metaanálisis de población pediátrica demostró que los varones menores de 19 años tienen mayor susceptibilidad a la infección, aunque con manifestaciones más leves que los adultos. En el grupo de edad reproductiva, las mujeres embarazadas presentan un perfil de riesgo particular, con mayor probabilidad de requerir cuidados intensivos y desarrollar complicaciones como parto prematuro y compromiso del bienestar fetal comparadas con embarazadas sin COVID-19.

#### Alimentación
La pandemia de COVID-19 ha impactado sobre la producción y distribución de alimentos, lo que pone en riesgo la seguridad alimentaria de vastos sectores de la población de la mayoría de los países.
El sistema de abastecimiento y distribución de alimentos consta de varias etapas, necesarias para que los productos básicos no elaborados en su lugar de origen lleguen a los consumidores finales. La interrupción de cualquiera de las etapas, —por ejemplo el transporte, la elaboración en plantas manufactureras, la distribución mayorista y minorista—, afecta a la totalidad del sistema.

### En relación con esta pandemia
- Portal:COVID-19. Contenido relacionado con COVID-19.
- Cuarentena por la pandemia de COVID-19
- Impacto socioeconómico de la pandemia de COVID-19
- Desinformación sobre la pandemia de COVID-19
- Aplauso por los trabajadores de la salud
- Yo me quedo en casa
- Vacuna contra COVID-19
- Variantes de SARS-CoV-2
- Notificación de exposición a COVID-19

### En relación con otras pandemias y epidemias
- Pandemia de gripe A (H1N1) de 2009-2010
- Epidemia de síndrome respiratorio agudo grave de 2002-2004
- Epidemia de síndrome respiratorio de Oriente Medio
- Epidemia de dengue de 2019-2020
- Crisis sanitaria
- Anexo:Cronología de las pandemias
- SARS-CoV